# Le Dominiquin
Domenico Zampieri, dit le Dominiquin, Domenichino en Italie, né le 21 octobre 1581 à Bologne, mort le 15 avril 1641  à Naples, est un peintre baroque italien. Partisan du classicisme dans ses peintures, où le dessin appris auprès de Lodovico Carracci prend un rôle prépondérant, il tend à réaliser des compositions de simplicité et de clarté narrative, transfigurées dans un idéal de beauté classique.
Avec les Carracci, Guido Reni, Francesco Albani, Giovanni Lanfranco et Le Guerchin, il est l'un des plus grands peintres baroques d'origine émilienne, particulièrement actif à Rome et, dans la dernière partie de sa vie, à Naples.

## Biographie

### Jeunesse et formation à Bologne (1594-1601)

#### Débuts dans l'atelier de Calvaert
Le Dominiquin nait à Bologne le 21 octobre 1581, fils de Valeria et Zampiero de' Zampieri (dialectal pour « Giampiero Giampieri ») et est baptisé 8 jours plus tard,. Son père est un cordonnier assez riche. Les premiers biographes du Domeniquin, Carlo Cesare Malvasia et Giovanni Battista Passeri, rapportent qu'il a une sœur nommée Gentile et un frère Gabriele ; un frère Sebastiano est également documenté,.
Il se consacre d'abord aux études humanistes, à la grammaire et à la rhétorique, mais il montre immédiatement de tels intérêts artistiques que son père lui permet de suivre un apprentissage avec son frère aîné - qui abandonne bientôt la peinture pour retourner travailler auprès de son père - dans l'atelier bolonais de Denis Calvaert, avec qui il ne se sent pas particulièrement à l'aise,. Ses camarades sont Guido Reni et Francesco Albani. Il noue une amitié fraternelle avec ce dernier, dont il partage l'orientation classiciste.
Le surnom  Domenichino serait du à sa petite taille ou qu'il fasse référence à sa naïveté ou à sa timidité morbide.

#### Académie des Carracci

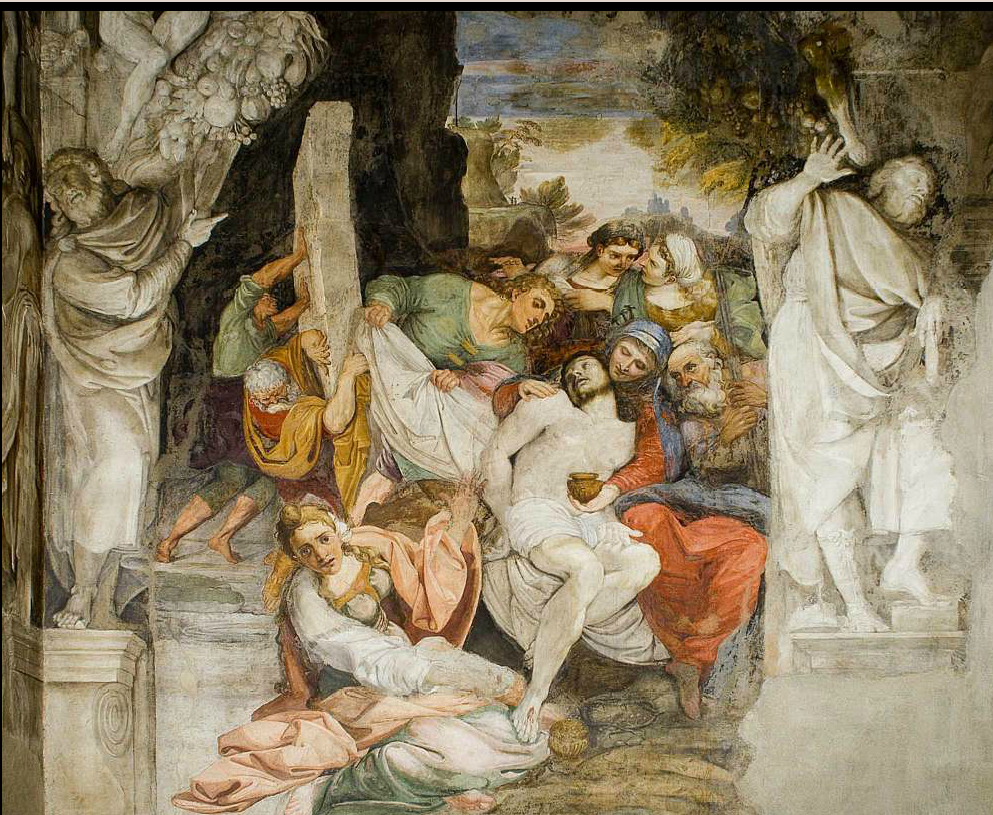
Déposition au tombeau, vers 1600, église San Colombano, Bologne.

En 1595, le colérique Calvaert le surprend en train de copier des estampes d'Agostino Carracci et l'expulse de l'atelier. Domenichino rejoint l'Académie bolonaise des Incamminati. En l'absence d'Annibale Carracci, qui travaille alors à Rome sur le chantier de construction du palais Farnèse, il est accueilli par son frère Agostino et son cousin Lodovico. Il se forme auprès d'eux à Bologne,, en particulier auprès de Lodovico.
Dès le début, il se distingue par son caractère timide et réservé et par son travail lent et soigné,. Sa formation comprend la copie de reliefs et de statues antiques, ainsi que des grands classiques de la Renaissance, comme L'Extase de sainte Cécile de Raphaël.
Au cours de sa formation à Bologne, Domenichino ne reçoit aucune commande indépendante, mais, comme il se fait habituellement pour les étudiants de l'Académie, il est parmi les collaborateurs des œuvres commandées aux maîtres. C'est le cas des décorations de l'oratoire San Colombano entre 1598 et 1600, pour lesquelles il figure dans l'entourage de Lodovico Carracci, avec Reni et Albani, créant la scène de la Déposition au tombeau ; cette hypothèse est cependant exclusivement le résultat d'investigations stylistiques ultérieures, puisque le seul peintre digne d'être mentionné parmi le groupe de collaborateurs de Carracci est Francesco Albani.
Le biographe bolonais Carlo Cesare Malvasia affirme que « seul Guido [Reni] était mis au-dessus de tous les autres, Guido seul était proclamé et bien traité, tandis que [Domenichino], au contraire, n'était pas reconnu ou constamment maltraité dans les honoraires qu'il recevait, de sorte qu'il restait sans commandes et refusé. Il était donc obligé d'aller quémander du travail, avec beaucoup d'efforts, par des intermédiaires et à n'importe quel prix... il en avait été de même pour la Flagellation de saint André, qui avait été peinte pour cent cinquante écus, alors que dans le cas de l' Adoration de la Croix sur le mur opposé, quatre cents écus avaient été versés à Guido. »
Lors de voyages à Parme, Modène et Reggio, il découvre également les œuvres du Corrège et Parmigianino, qui vont avoir une influence durable sur lui. Selon Passeri et Giovanni Pietro Bellori, il se rend également à Mantoue et Venise pour apprendre les nuances et les perspectives de la peinture locale.
Comme c'est le cas d'abord pour Guido Reni puis pour Francesco Albani, Domenichino quitte l'Académie pour rejoindre Annibale Carracci à Rome, probablement au printemps 1602, après avoir vu des dessins d'après les fresques de Raphaël au Vatican, un tournant décisif dans sa carrière,.

### Succès à Rome (1601-1618)

#### Auprès d'Annibale Carracci

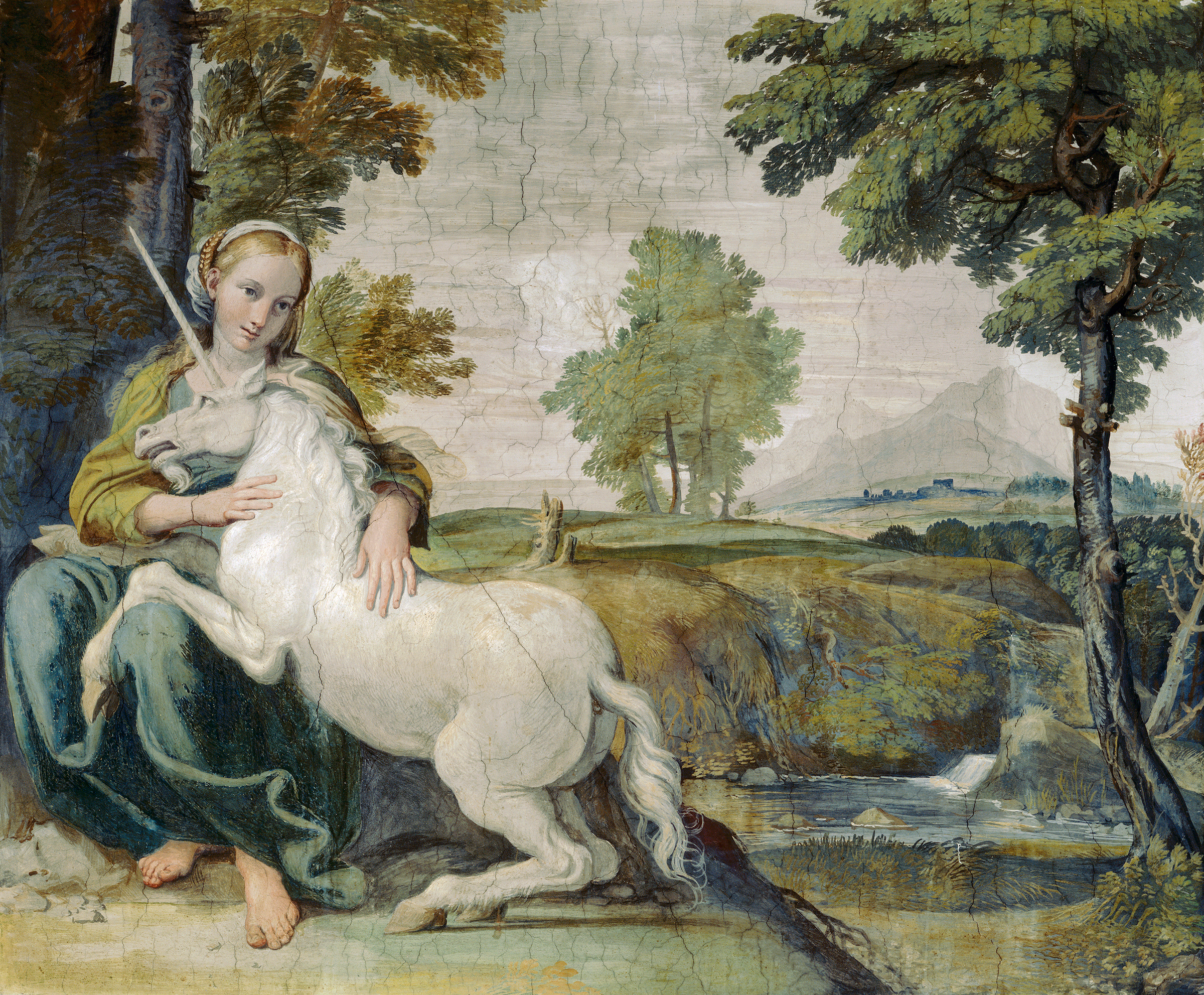
La Jeune Fille et la Licorne, vers 1602, détail du cycle des Amours des Dieux du Palais Farnèse, Rome.

À Rome, Le Dominiquin vit dans le rione de Monti au couvent de Santa Prassede, avec Guido Reni et son ami Francesco Albani (parti seulement six mois plus tôt). Il étudie les œuvres de Raphaël et collabore avec Annibale Carracci, dont il reste l'élève jusqu'à sa mort en 1609, à l'époque peut-être le peintre le plus apprécié travaillant dans la cité papale. Il devient bientôt son élève préféré, un motif de jalousie pour les autres employés, qui crée une rivalité de toute une vie, notamment avec Giovanni Lanfranco.
Il contribue à la réalisation des nombreuses commandes dont le maître est investi à cette époque : selon Passeri, il semble qu'il  collabore aux lunettes avec La Fuite en Égypte pour le cardinal Pietro Aldobrandini (Galerie Doria-Pamphilj, Rome), où il est parmi les assistants d'Albani, à qui la commande est tacitement sous-traitée,.
Il travaille pour les Farnèse, participant aux travaux destinés à achever la décoration de la galerie du palais du campo de' Fiori (1604-1605), peignant La Jeune fille et la licorne (1604-1605) pour la série des Amours des Dieux, et trois scènes tirées des Métamorphoses d'Ovide, dont la Mort d'Adonis, dans la loggia du jardin (plus tard supprimées et maintenant à l'intérieur du palais),, et réalisant quelques interventions mineures dans le cycle pour la chapelle Herrera. Toutes ces œuvres se distinguent par leurs paysages poétiques, qui constitueront plus tard une partie importante de la production du Dominiquin. Le peintre y termine son apprentissage à l'école d'Annibale Carracci, le maître appréciant particulièrement le travail réalisé par son assistant,.

#### Relation avec Giovanni Battista Agucchi et premières commandes indépendantes

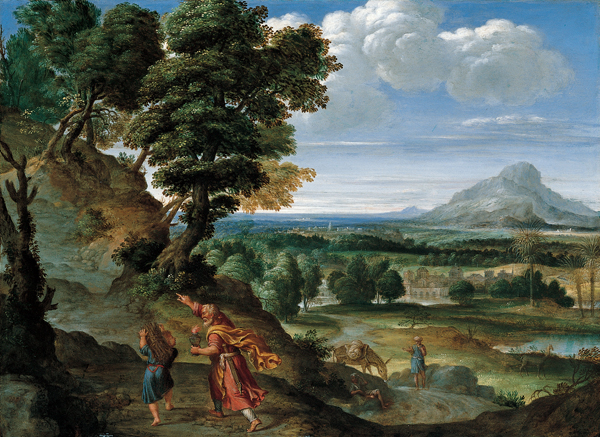
Paysage avec Abraham et Isaac, 1602, musée d'Art Kimbell, Fort Worth.

Dès ses débuts, Le Dominiquin se distingue par son amour pour Raphael et pour l'Antiquité. Il exécute à Rome sa première œuvre, Adonis tué par un sanglier. Les premières œuvres du Dominiquin, qui lui sont commandées personnellement et non créées par d'autres destinataires, sont achetées par le cardinal Pietro Aldobrandini, cardinal-neveu du pape  en exercice, Clément VIII, dans le tout premier inventaire duquel se trouvent principalement des œuvres de l'école émilienne, surtout d'Annibale Carracci, de Lodovico et de leurs élèves, Francesco Albani, Guido Reni, Giovanni Battista Viola et le Dominiquin. Parmi les premières œuvres qui apparaissent dans la collection Aldobrandini, arrivées par l'intermédiaire de son secrétaire Giovanni Battista Agucchi, futur protecteur du peintre, figurent le Saint Jérôme dans le désert aujourd'hui à la National Gallery de Londres et le petit cuivre avec Abraham et Isaac au musée d'Art Kimbell de Fort Worth, dans lequel l'art du Dominiquin en tant que peintre paysagiste est déjà visible.
Le Christ à la colonne de la collection Hazlitt de Londres, la Susanne de la collection Pamphilj (aujourd’hui à la Galerie homonyme de Rome, que cependant la critique moderne tend à considérer comme une œuvre autographe d’Annibale), la Pietà de Brocklesby Park en Grande-Bretagne et le Portrait de jeune homme du musée de Darmstadt, considéré dans le passé comme un autoportrait bien que ne correspond pas aux traits somatiques de l’artiste décrits dans les sources littéraires, peut-être le portrait d’Antonio Carracci, fils d’Augustin, datent de la même période. Alors que les deux premières témoignent de l’expression des sentiments proche du style des carracci, et donc de l’évolution stylistique que le peintre met en œuvre, les deux dernières ainsi que les premières de l’inventaire Aldobrandini témoignent d’une influence encore liée aux tendances bolognaises. En 1605, il réalise la Sainte Agnès (aujourd’hui à la Galerie nationale du palais Barberini) sur le modèle de La Jeune fille et la licorne du palais Farnese.
À partir 1604, le Dominiquin vit chez le secrétaire du cardinal Aldobrandini, Giovanni Battista Agucchi, son ami et soutien le plus important, avec qui il était déjà entré en contact lors de l'entrée de ses premières œuvres dans la collection Aldobrandini et pour qui il a peint la Libération de Saint Pierre pour la basilique Saint-Pierre-aux-Liens, une opportunité pour devenir son ami et protégé, dont les réflexions sur l'art sont une contribution essentielle à la doctrine de l'idéalisme classique et avec lequel il se mesure également sur le plan de la spéculation théorique.

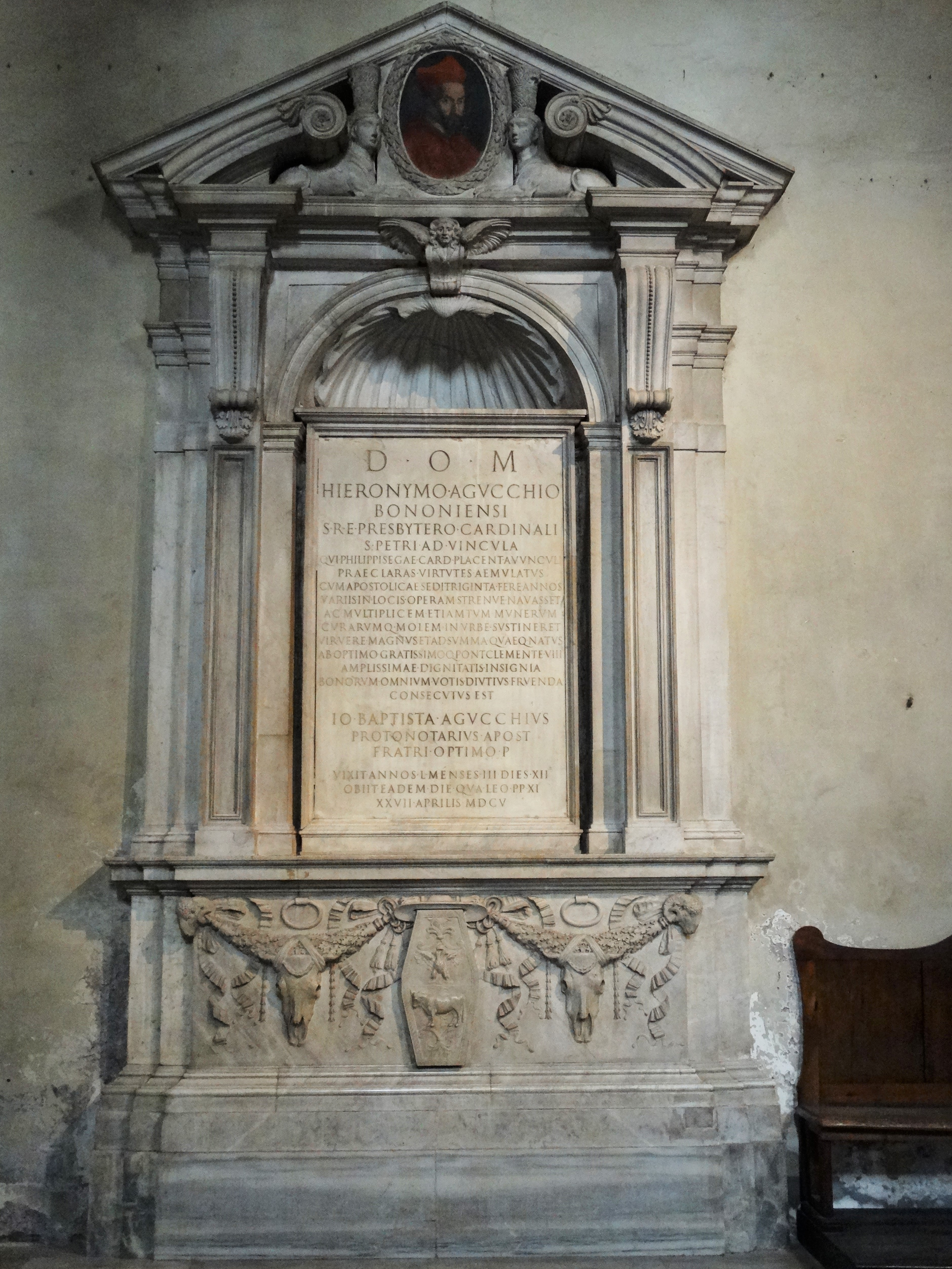
Monument funéraire de Girolamo Agucchi, 1605-1606, basilique Saint-Pierre-aux-Liens, Rome.

Leur relation est particulièrement profitable pour tous deux : si le Dominiquin reçoit diverses commandes par l'intercession d'Agucchi, il contribue par le développement de ses études à la formulation du Traité de peinture (1609-1612) que le diplomate est en train d'écrire. Agucchi a une profonde admiration pour le Dominiquin, qui le suivra tout au long de sa vie, car il voit en lui l'expression de sa pensée sur l'esthétique, où la beauté n'est pas le résultat d'une simple peinture d'après nature, mais plutôt de l'imitation de l'idéal.
Le retable de saint Pierre reçoit également les éloges du frère d'Agucchi, le cardinal Girolamo, grâce auquel le Dominiquin obtient la commande des trois fresques de l'église Sant'Onofrio al Gianicolo (1604-1605) et en 1605, celle de son propre portrait (maintenant à la Galerie des Offices). L'année suivante, à la demande de Giovanni Battista, il conçoit et dessine également le monument funéraire (1605-1606) de la basilique Saint-Pierre-aux-Liens pour le cardinal, qui constitue la première œuvre d'architecture et sculpture de l'artiste, sur le tympan de laquelle il crée également le petit tondo avec le Portrait de Girolamo Agucchi, et pour laquelle il aurait même créé de ses propres mains au moins un des bucranes du sarcophage.
Un Portrait de Giovanni Battista Agucchi à la Galerie des Offices de Florence est également attribué au Dominiquin, .

### Les chefs-d'œuvre (1608-1618)

#### Fresques

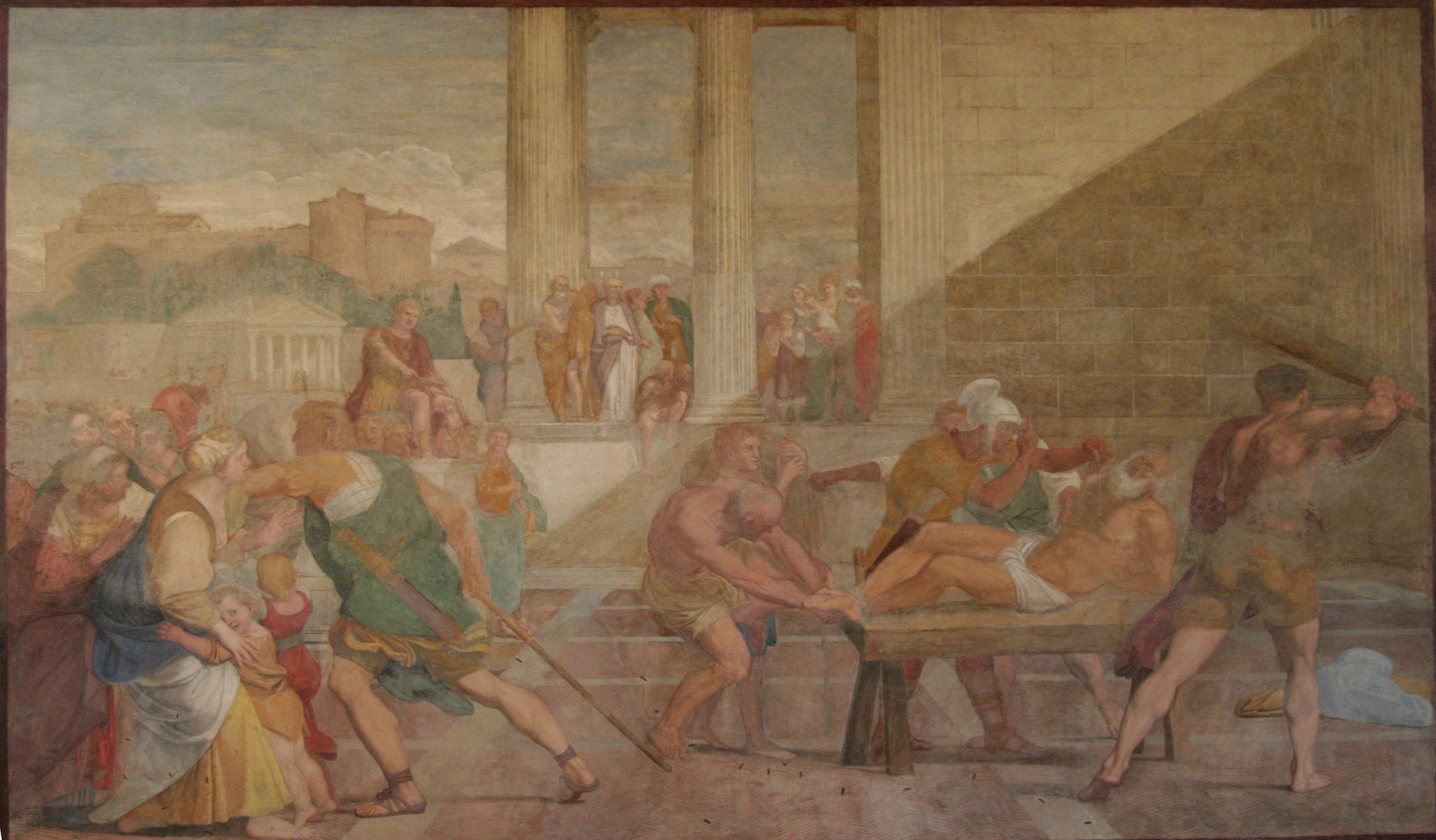
Flagellation de saint André, 1608, église San Gregorio al Celio.

La protection du cadinal Giovanni Battista Agucchi permet au Dominiquin de bénéficier d'une considération méritée sur la scène romaine et par conséquent de nombreuses commandes, notamment de grands cycles de fresques, qui seront sa particularité artistique.
Il collabore avec Francesco Albani aux décorations du palais Mattei di Giove à Rome, en réalisant une fresque représentant Rachel au puits.
Grâce à la médiation d'Annibale Carrache, il reçoit en 1608 la commande du cardinal Édouard Farnèse pour décorer la chapelle des Saints Fondateurs de l'abbaye de San Nilo à Grottaferrata, au sud de Rome. Dans ses fresques strictement réalistes, il s'inspire des Chambres de Raphaël au palais du Vatican. Il a alors son dernier contact avec Annibale Carracci, qui fournit deux dessins pour deux évangélistes des écoinçons avant sa mort en 1609. Cette œuvre constitue le tremplin définitif du Dominiquin sur la scène nationale, le plaçant parmi les plus grands peintres de l'époque  Elle lui permet également de clarifier les inclinations stylistiques au cœur de son art déjà perceptibles dans des œuvres antérieures : l'attention portée au monde antique et à l'architecture classique.
En 1609, il commence la fresque avec la Flagellation de saint André dans l'oratoire de l'église San Gregorio al Celio pour le compte du cardinal Scipione Caffarelli-Borghese, où il insère les petits personnages dans une place romaine fermée par un mur et les colonnes d'un temple avec une cité antique en arrière-plan à gauche. Il entre alors dans une sorte de « compétition » (apparemment organisée par le cardinal) avec Guido Reni, qui réalise la scène de Saint André conduit au martyre. Giovanni Pietro Bellori raconte qu'Annibale Carracci a donné la préférence au tableau du Dominiquin en soulignant le comportement d'une vieille femme sans instruction qui est restée insensible devant la fresque de Reni, mais qui a montré une fière émotion devant celle de Domenichino,.
En juillet 1609, lorsqu'Annibale Carracci meurt, Guido Reni domine avec Francesco Albani et Le Dominiquin la scène romaine, tandis que Giovanni Lanfranco, Sisto Badalocchio et Antonio Carracci ont quitté (certains plus ou moins temporairement) la ville pour retourner en Émilie pour quelques années.
Le 30 septembre 1609, Le Dominiquin reçoit un paiement du marquis Vincenzo Giustiniani, puissant banquier et homme d'affaires génois basé à Rome, qui appelle le peintre pour créer les Histoires de Diane pour sa villa en dehors de la ville à Bassano Romano. La composition synthétise excellemment le colorisme et l'attention au classicisme, ainsi que l'émotion et l'expression des personnages.
Au début de la deuxième décennie du siècle, le peintre reçoit la commande des héritiers de Pierre Polet pour décorer la chapelle familiale de l'église Saint-Louis-des-Français de Rome, qu'il achève en trois ans, créant des scènes des Histoires de Sainte Cécile, avec des personnages procédant directement des statues classiques et de l'œuvre de Raphaël, Polidoro da Caravaggio, Annibale Carracci et Reni, qui constituent le summum de son classicisme,,.

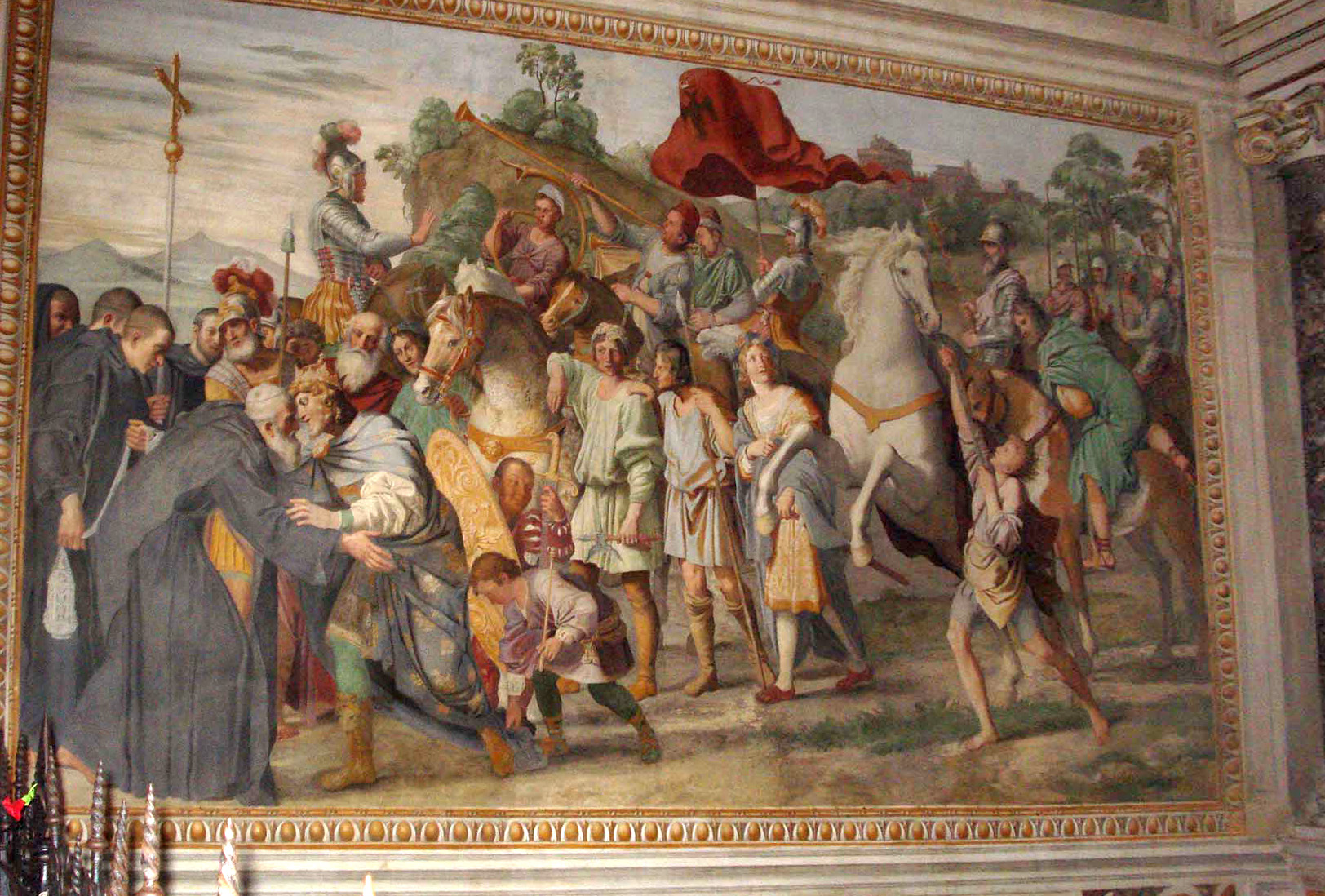
Rencontre entre saint Nilo et Otton III, 1608-1610, cycle des Histoires du saint à l'abbaye territoriale Sainte-Marie de Grottaferrata.
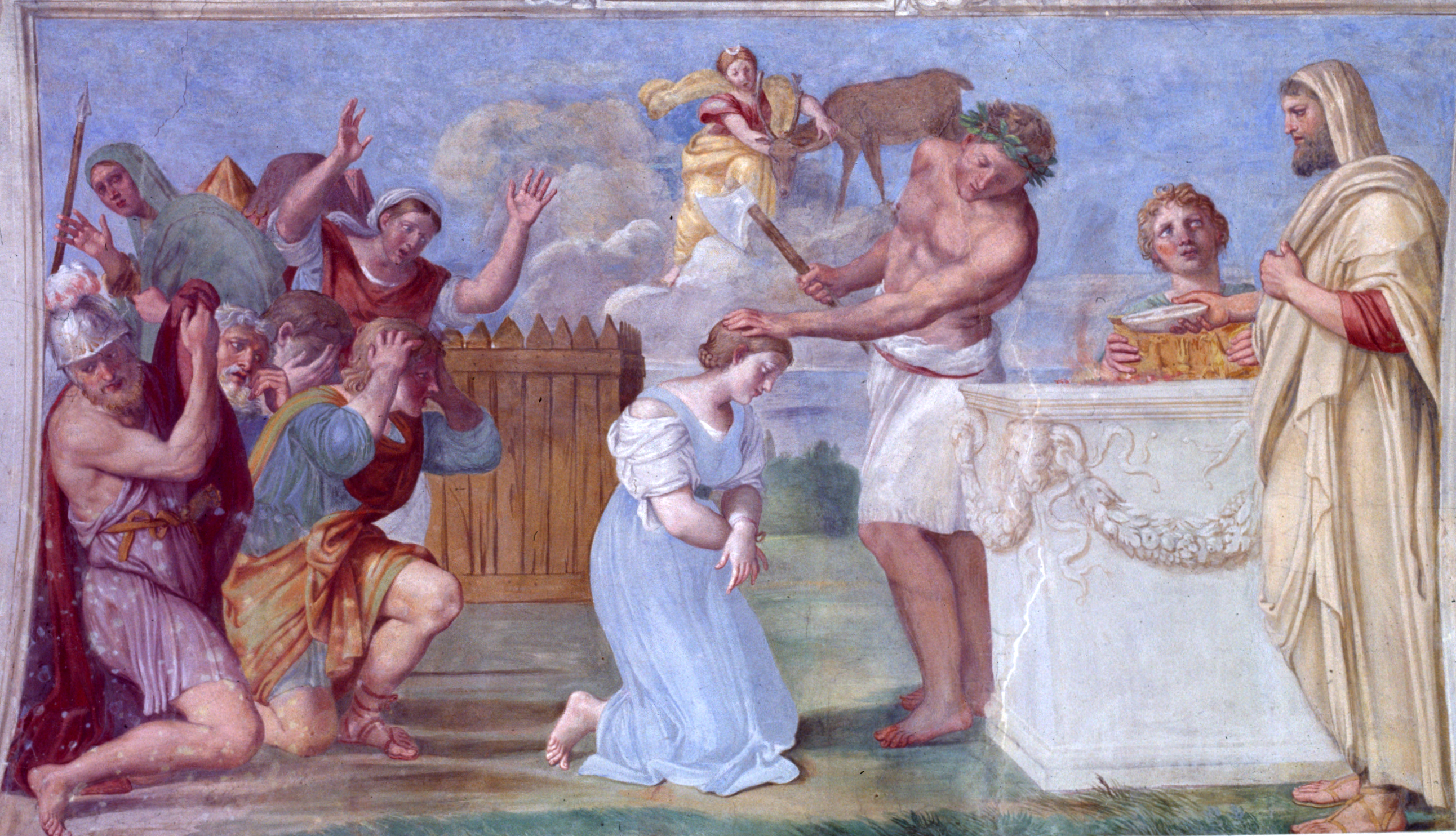
Sacrifice d'Iphigénie, 1609, cycle des Histoires de Diane du palais Giustiniani à Bassano Romano.
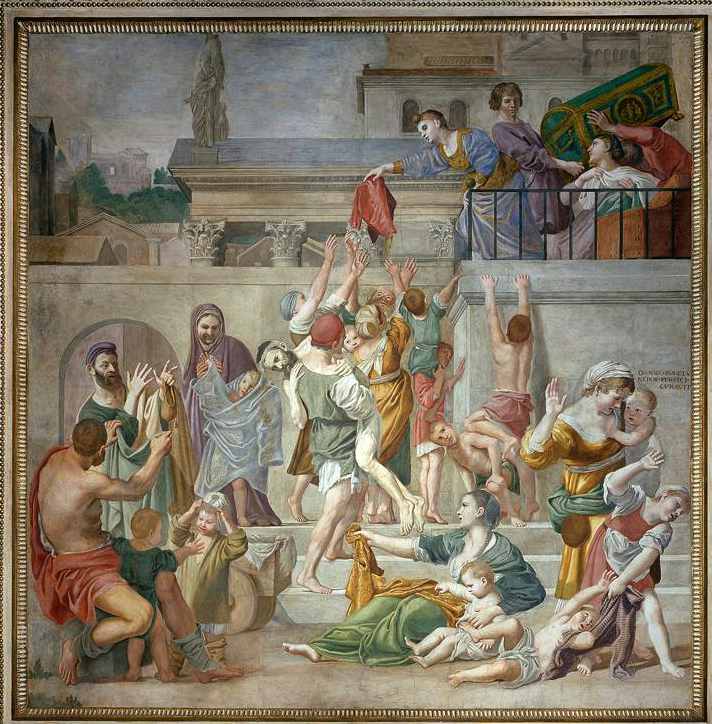
Aumône de sainte Cécile, 1612-1615, cycle des Histoires de la sainte dans l'église Saint-Louis-des-Français de Rome.

#### Toiles

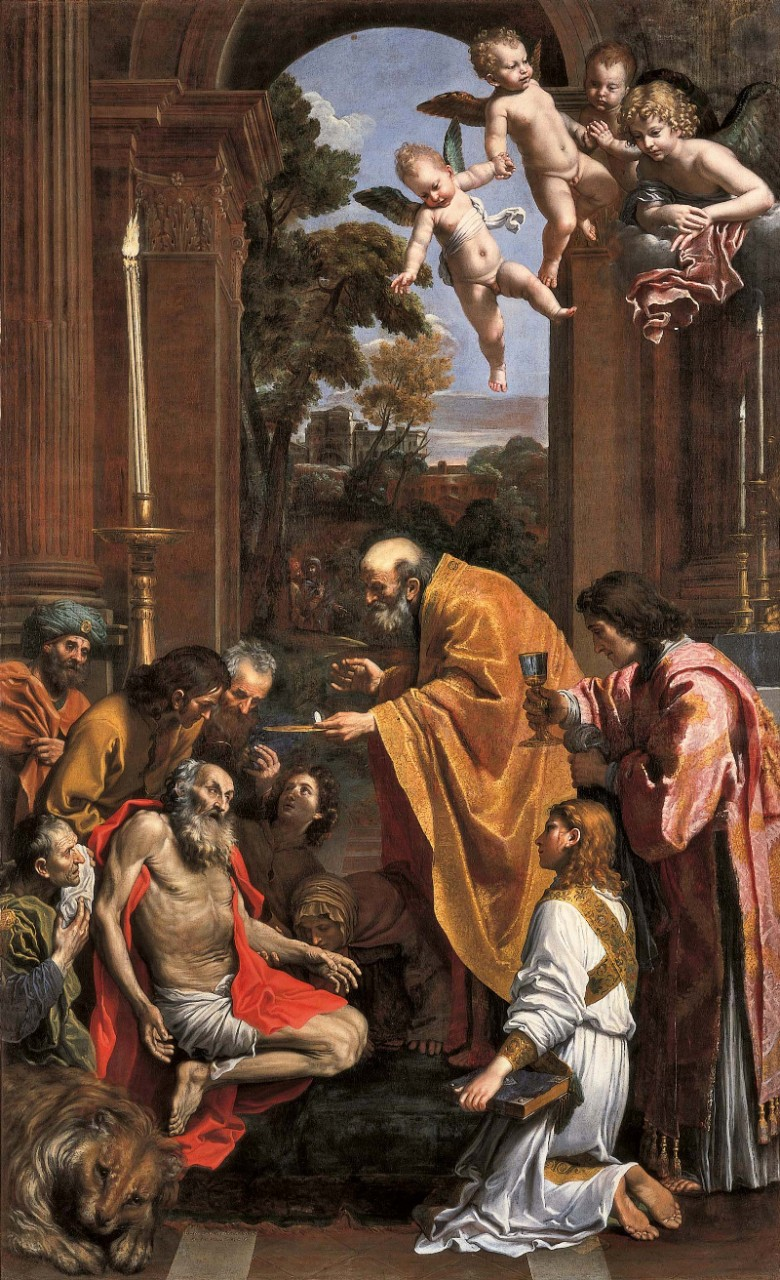
Communion de Saint Jérôme, 1614, musées du Vatican.

Parallèlement aux fresques, à partir de la deuxième décennie du XVIIe siècle, Le Dominiquin réalise également une série de chefs-d'œuvre sur toile pour des collections privées et publiques. Il ne travaille jamais directement pour Paul V Borghèse, qui considère Guido Reni comme l'artiste le plus apte à satisfaire ses demandes. Vers 1610, il peint, exceptionnellement sur panneau, le Paysage avec saint Jérôme, aujourd'hui conservé à la Kelvingrove Art Gallery and Museum de Glasgow, dont la figure du lion, selon la légende guéri par Jérôme, est dérivée d'une gravure sur bois de Titien, confirmant le regard sur l'art vénitien dans la peinture paysagère de Carrache et du Dominiquin.
De 1612 à 1614, il réalise l'un de ses plus grands et plus célèbres chefs-d'œuvre, la Communion de saint Jérôme pour l'église San Girolamo della Carità, aujourd'hui conservée aux musées du Vatican. Peint pour le maître-autel, le tableau montre des références claires à La Dernière communion de saint Jérome peinte par Agostino Carracci pour la chartreuse de Bologne (aujourd'hui à la Pinacothèque nationale de Bologne), reprenant son colorisme raffiné et son attention à la psychologie des personnages. Par rapport au tableau d'Agostino, Le Dominiquin inverse la composition et réduit le nombre de personnages, créant sa propre composition extraordinairement efficace. Lanfranco utilisera ces similitudes pour discréditer le Dominiquin en 1621, à l'occasion de l'investiture de la commission des fresques de l'église Sant'Andrea della Valle, affirmant que son collègue risquait d'être accusé de plagiat, mais ce tableau était déjà considéré comme l'une des réalisations les plus brillantes de la peinture baroque,,.

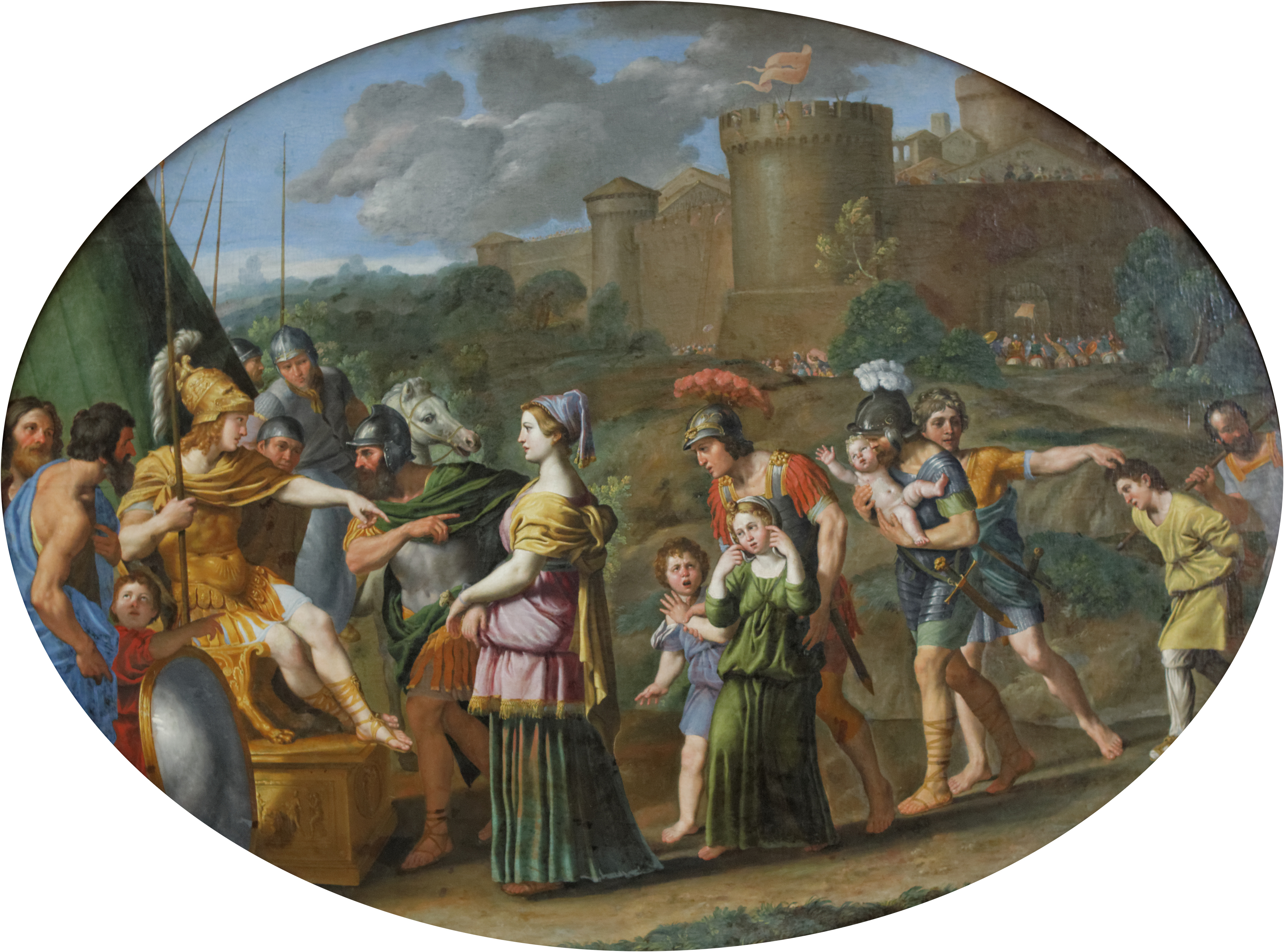
Timoclée prisonnier amené devant Alexandre, vers 1616, musée du Louvre, Paris.

En 1615, il achève l'Ange gardien de l'église Saint-François-d'Assise de Palerme, commandé par la famille Vanni, dont la partie supérieure fut ensuite mutilée, aujourd'hui au musée de Capodimonte de Naples. Un an plus tard, il reprend la série des Histoires d'Alexandre commandées par le cardinal Alessandro Damasceni Peretti à divers peintres des écoles émiliennes et non émiliennes, créant le onzième tondo avec la scène de Timoclée prisonnier amené devant Alexandre, aujourd'hui au musée du Louvre à Paris.
En 1616, il réalise le Portrait du cardinal Jean de Bonsi (aujourd'hui à Montpellier), avec qui il est apparemment entré en contact par l'intermédiaire de Giovanni Battista Agucchi, qu'il a dû connaître dès 1600, lorsque le cardinal Pietro Aldobrandini a célébré le mariage d'Henri IV et Marie de Médicis à Lyon.

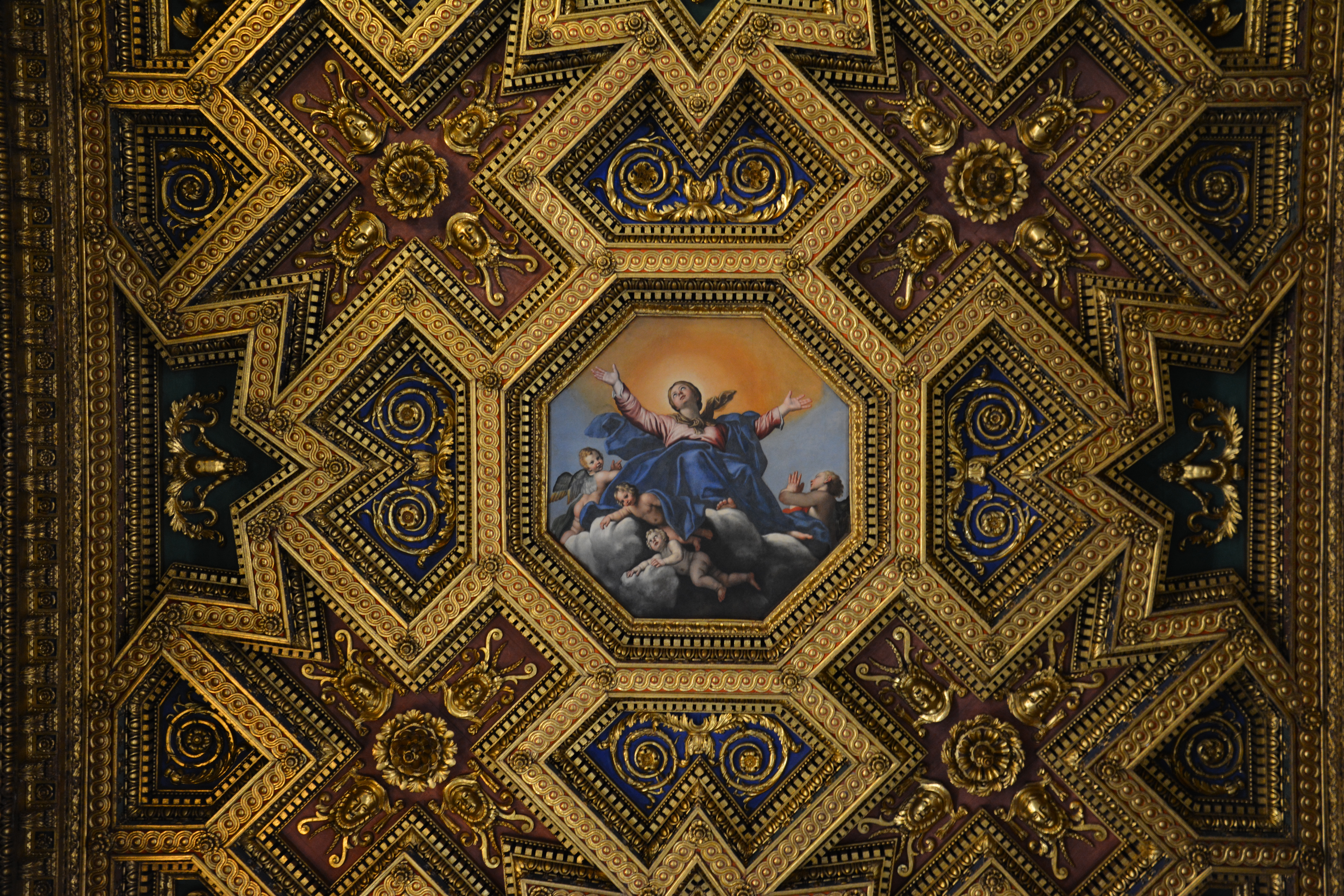
Plafond en bois avec l'Assomption, 1617, basilique Sainte-Marie-du-Trastevere, Rome.

Grâce encore à Agucchi, Le Dominiquin établit une relation de travail fructueuse avec Pietro Aldobrandini, l’un des principaux mécènes, pour qui il a déjà réalisé le retable de l'église San Girolamo della Carità dont le prélat est le protecteur de la congrégation qui lui appartient, en plus des œuvres du début XVIIe siècle, qui sont achetées par le prélat une fois le peintre arrivé à Rome. Il reçoit ensuite la commande pour une série de fresques paysagères dans la villa Aldobrandini à Frascati (1616-1618) avec Giovanni Battista Viola et Alessandro Fortuna, dont certaines représentent des Histoires d'Apollon (plusieurs sont maintenant été détachées et conservées à la National Gallery de Londres). En 1617, à la demande d'Aldobrandini lui-même, la toile octogonale de l'Assomption est placée dans la voûte de la basilique Sainte-Marie-du-Trastevere, dont Agucchi assume le rôle de surveillant des travaux, insérée au centre d'un précieux plafond en bois décoré des armoiries des Aldobrandini, conçu par le peintre, ce qui constitue donc la deuxième œuvre non picturale de sa carrière à cette date. Elle est présentée au public le 9 décembre 1617.
Toujours en 1617, il reçoit un paiement de Scipione Caffarelli-Borghese pour La Chasse de Diane, une interprétation très particulière de ce thème, inspirée de La Bacchanale des Andriens de Titien, et la Sibylle de Cumes, toutes deux aujourd'hui dans la Galerie Borghèse. Les deux tableaux avaient en fait été commandés par le cardinal Aldobrandini pour sa collection située dans le palais de Magnanapoli, mais Scipione appréciait particulièrement leur exécution, au point que le peintre les lui a remis de force, gardé en prison pendant quelques jours afin de faire céder le cardinal Aldobrandini au « chantage »,.
La commande de Ludovico Ludovisi pour Sainte Cécile jouant du violon (aujourd'hui au musée du Louvre à Paris) remonte à 1617-1618, la première d'une grande série d'œuvres qui rejoindront la collection Ludovisi lorsqu'un cardinal de la famille deviendra le nouveau pontife sous le nom de Grégoire XV en 1621.

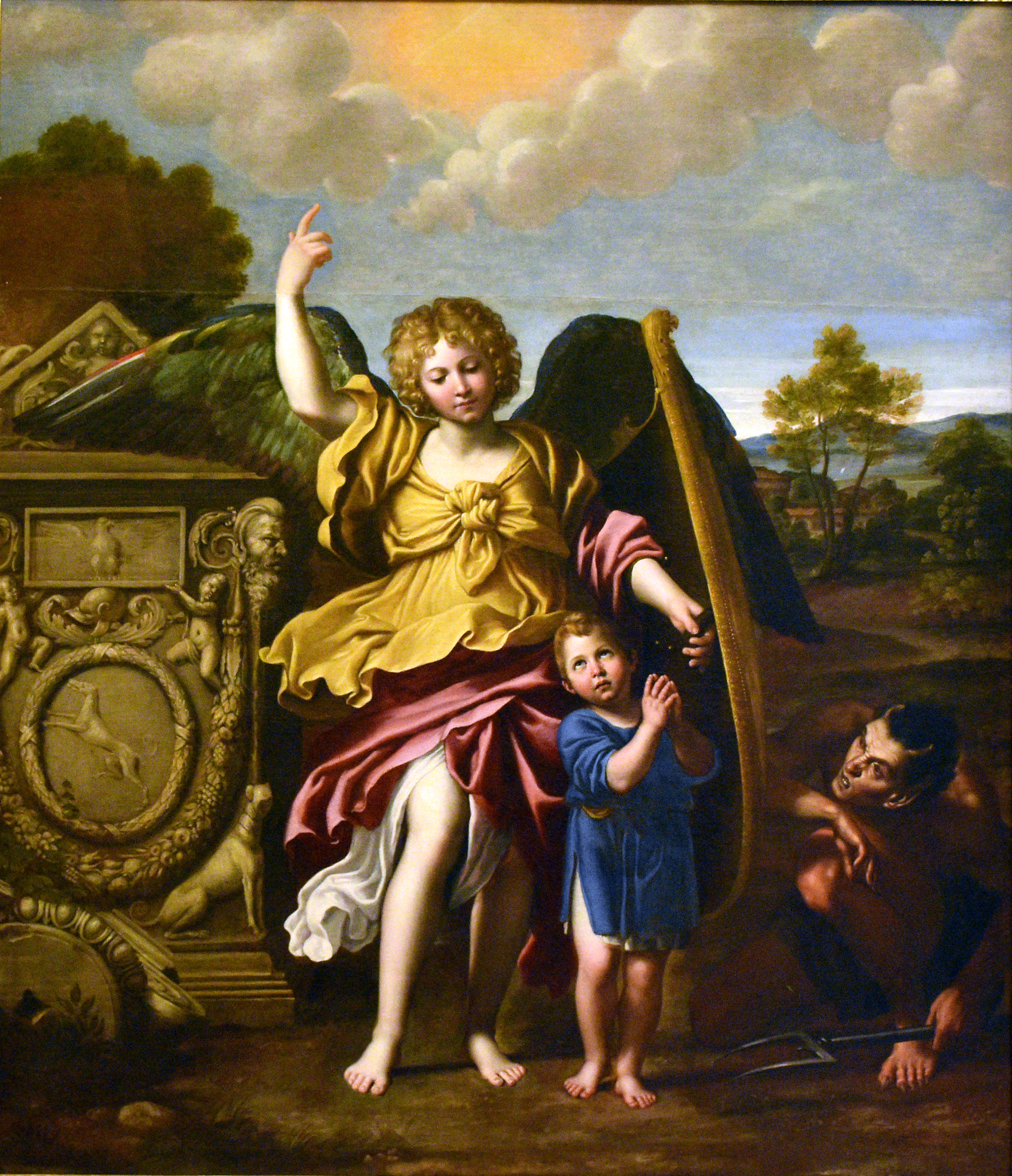
Ange gardien, 1615, Musée de Capodimonte, Naples.
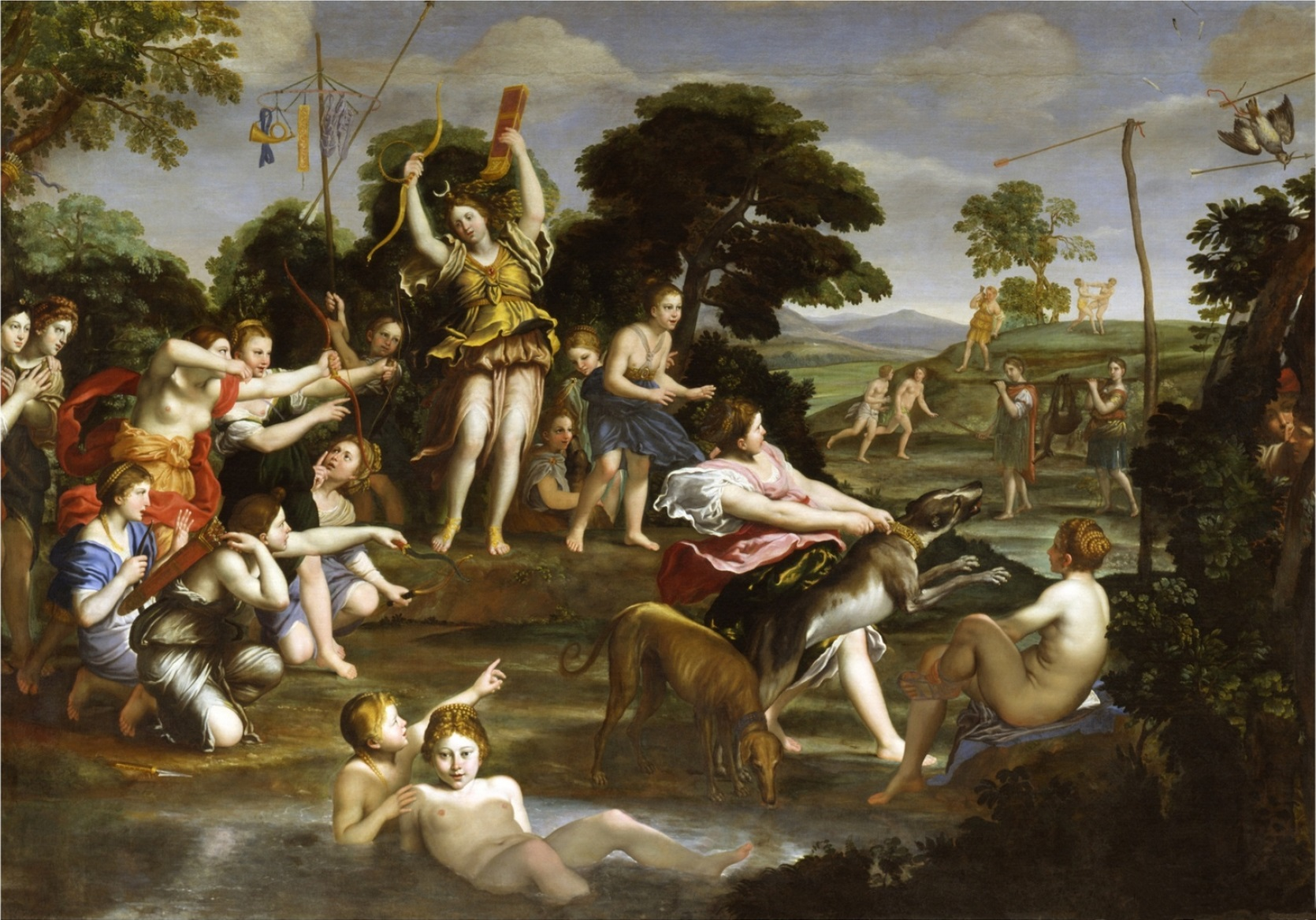
La Chasse de Diane, 1617, Galerie Borghèse, Rome.
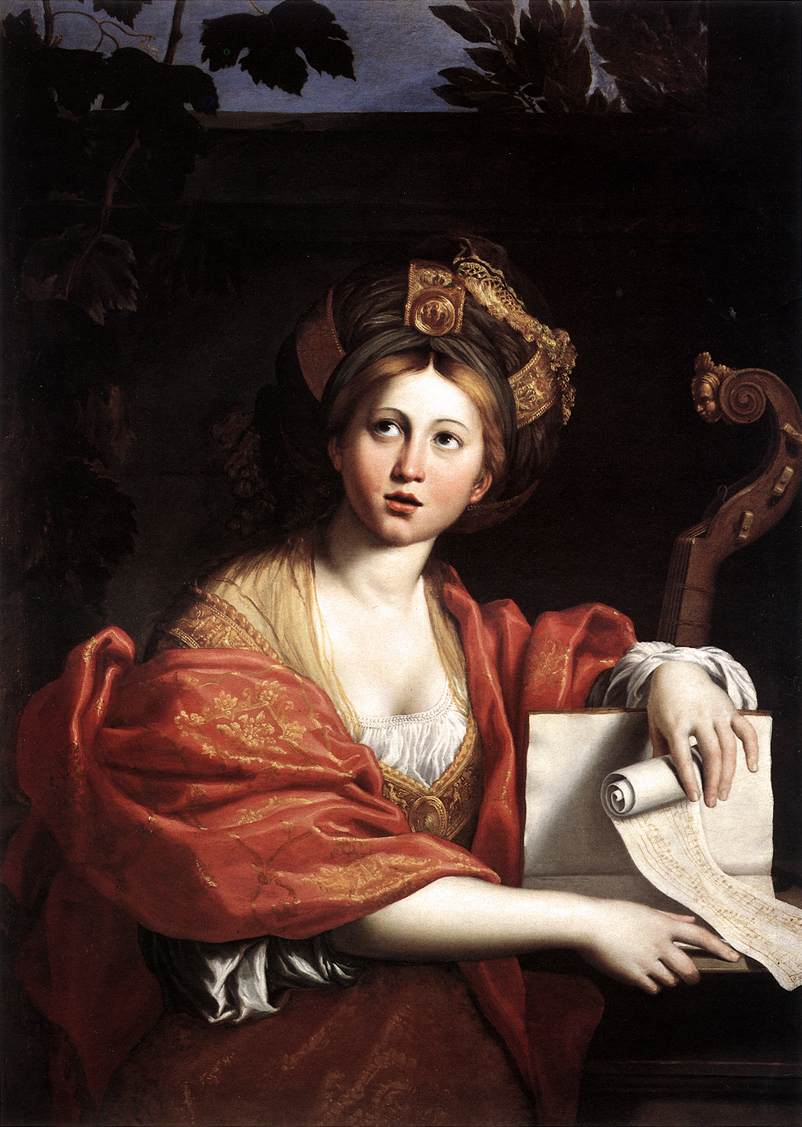
Sibylle de Cumes, v.1617, Galerie Borghèse, Rome.
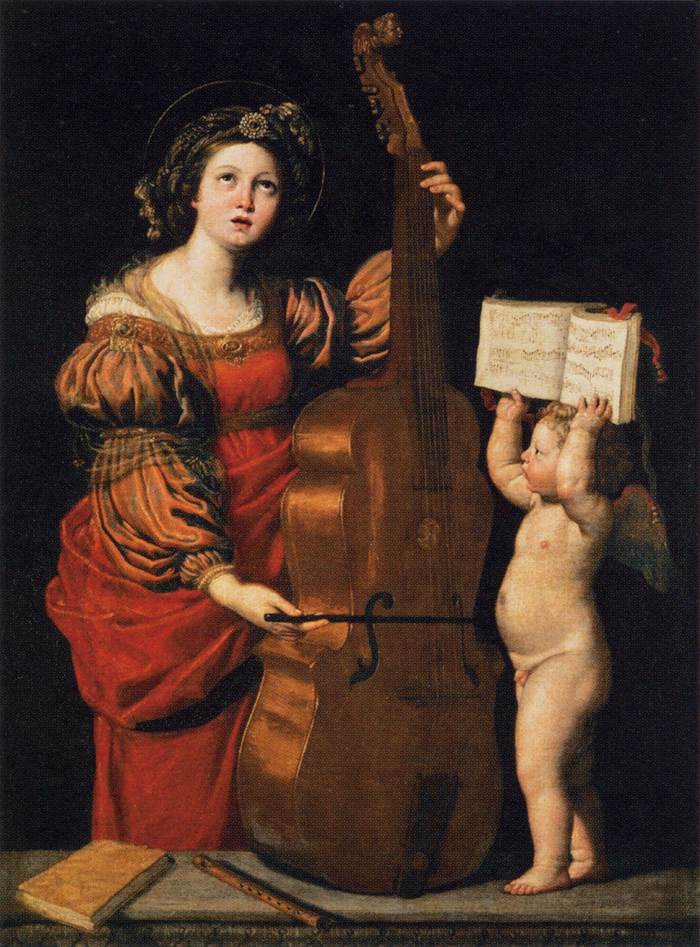
Sainte Cécile jouant du violon, 1617-1618, musée du Louvre, Paris.

### Retour à Bologne (1618-1620)

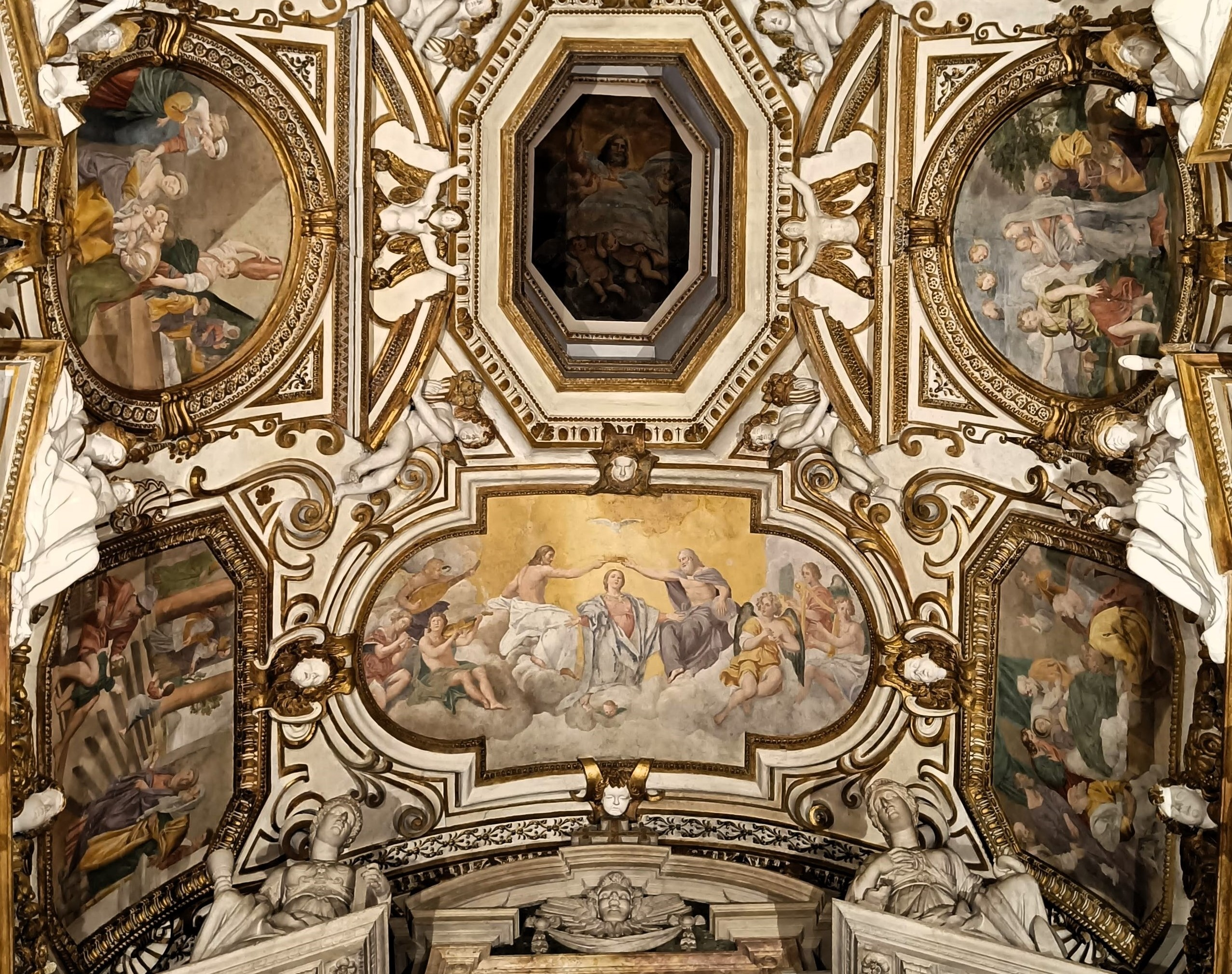
Détail de la voûte de la chapelle Nolfi avec les Histoires de la Vierge, 1618-1619, cathédrale de Fano.

Martyre de saint Pierre, 1618-1620, Pinacothèque de Bologne.

Le Dominiquin quitte Rome en 1618. Il fait un court séjour à Fano en janvier de la même année, où il travaille pour Guido Nolfi à la décoration de la chapelle familiale de la cathédrale de la ville avec les Histoires de la Vierge. La rémunération de 4 000 scudi est particulièrement élevée, impliquant l'exécution de seize scènes de fresques, dont les dessins préparatoires sont prêts un an plus tôt, en 1617. Le cycle est achevé en avril 1619, date d'enregistrement du dernier paiement, rencontrant un succès particulier, à tel point que Passeri le dit exécuté « avec goût et amour ». Dominiquin peint également deux des trois versions de la Madone à la Rose (à Poznań, Chatsworth House et collection privée) pour Guido Nolfi.
Entre-temps, en 1618, le peintre retourne à Bologne pour commencer le retable de la Madonna del Rosario, commandé par Lorenzo Retta pour San Michele in Bosco, et le Martyre de sainte Agnès, commandé par Pietro Martire Carli pour le couvent de Sant'Agnese (les deux œuvres sont maintenant à la Pinacothèque de Bologne), qui n'est cependant achevé que l'année suivante, lorsque le peintre revient à Rome.
À Bologne, où le prestige de son activité romaine est connu, le peintre reçoit les éloges des artistes locaux ainsi que de son ancien maître Lodovico Carracci.
Entre 1619 et 1621, avant de retourner à Rome, il travaille pour le marquis Giacomo Filippo Spada (peut-être encore par l'intermédiaire d'Agucchi), demi-frère du plus célèbre cardinal Bernardino Spada, créant pour l'église Santa Caterina martire de Faenza le grand tableau du Martyre de saint Pierre de Vérone (aujourd'hui à la Pinacothèque de Bologne), qui constitue probablement le tableau qualitativement le meilleur de la période bolonaise, exécuté sur un prototype du Titien dans la basilique San Zanipolo à Venise, qui fut détruit en 1867, même si les figures, linéaires et sèches, ne sont pas représentatives de Titien, tandis que le paysage dominant peut rappeler Paul Véronèse.
Le Dominiquin épouse Marsibilia Barbetti le 27 avril 1620 dans l'église Santa Maria Maggiore de Bologne. Le couple a deux fils morts prématurément et une fille, Maria Camilla, à laquelle le peintre est très attaché. Son fils aîné, Rinaldo, est baptisé le 6 février 1621 dans la cathédrale de Bologne par le cardinal Alessandro Ludovisi, élu pape trois jours plus tard, sous le nom de Grégoire XV. Le règne de Paul V Borghèse se termine donc à l'avantage d'un pontife bolonais, qui favorise le retour à Rome des artistes émiliens les plus célèbres, dont le Dominiquin.

### Retour à Rome auprès du papeGrégoireXV(1621)

#### Commissions Ludovisi (1621-1623)

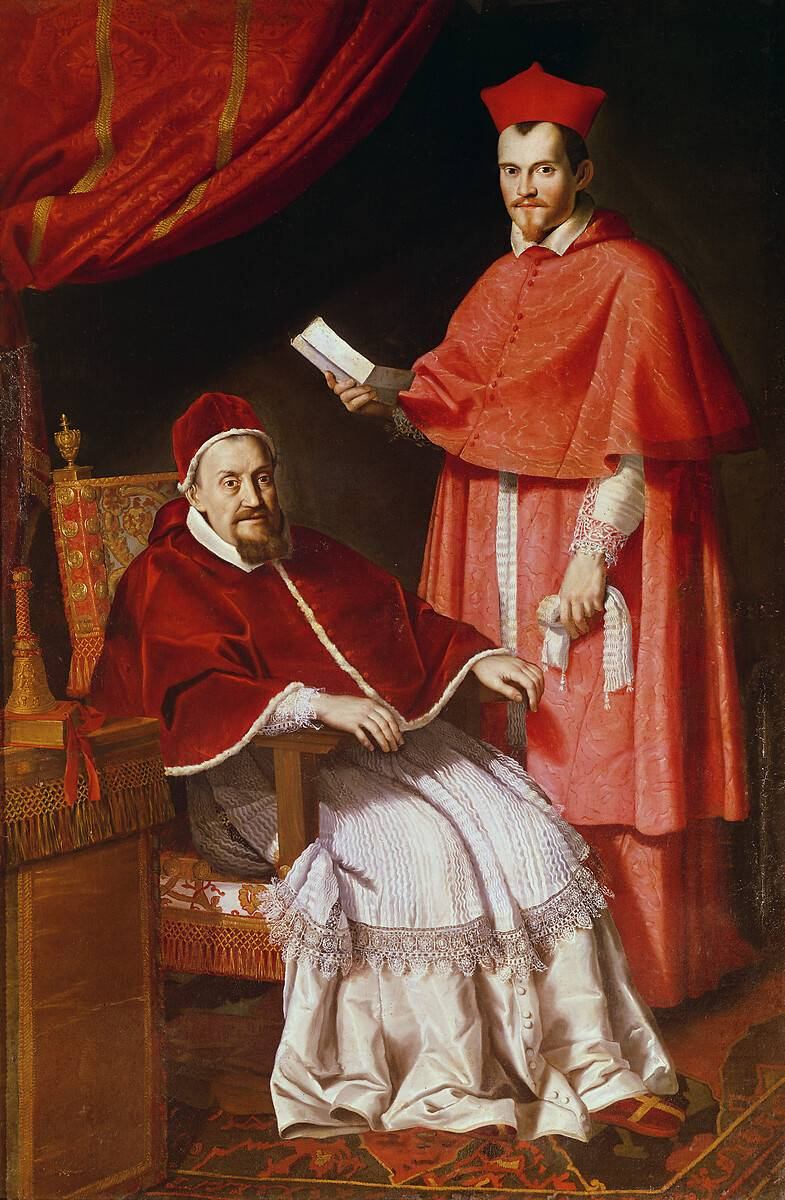
Portrait du pape Grégoire XV avec le cardinal Ludovico Ludovisi, 1621-1622, musée des Beaux-Arts de Béziers.

Le Dominiquin est appelé à Rome par le nouveau pontife en 1621. Il est nommé le 1er avril architecte général de la Chambre apostolique, bien qu'il ne dessine aucun bâtiment en raison de la courte durée du pontificat.
Cependant, la collection Ludovisi comprend de nombreuses œuvres du peintre, qui les a presque toutes créés dans le court laps de temps commencé avec le chantier de l'église Sant'Andrea della Valle. Le cardinal Ludovico commande d'abord son propre portrait officiel, qui accompagne celui de son oncle le pontife (aujourd'hui à Béziers), suivi d'une série de Paysages, dont les deux avec des Histoires d'Hercule, le Paysage avec Cacus et La Fuite en Égypte, le tout au musée du Louvre à Paris, et enfin Le Péché originel, maintenant au palais Pallavicini Rospigliosi à Rome.
En 1626, il participe au concours annoncé par le cardinal Ludovisi pour la conception de l'église Saint-Ignace-de-Loyola (Rome), qui n'est cependant pas acceptée par les pères jésuites, qui préférèrent celle d'Orazio Grassi.

#### Aurora Patrizi(1622)
Entre 1621 et 1622, Le Dominiquin crée pour le cardinal Costanzo Patrizi Le Char d'Apollon et Le Temps qui dévoile la vérité, situés dans la voûte d'une pièce du rez-de-chaussée du palais Patrizi Costaguti à Rome. L'œuvre constitue l'un des moments les plus importants du peintre, se plaçant stylistiquement entre la version de Guido Reni, qui donne naissance au concept narratif, quand déjà en 1614 il achève la grande scène du Chariot de l'Aurore pour la voûte de Scipione Caffarelli-Borghese au casino de Montecavallo, l'actuel palais Pallavicini Rospigliosi, qui deviendra un modèle pour tous les artistes ultérieurs, et Le Guerchin, qui achèvera sa version un an avant le Dominiquin au Casino Ludovisi.
Dans ce cycle, Le Dominiquin se place temporellement à la dernière place par rapport à ses confrères émiliens, mais stylistiquement dans une position intermédiaire entre les deux autres versions, où son élaboration comme une peinture rapportée selon le style renien est associé à une unité d'ensemble par rapport aux autres figures allégoriques placées sur les bords de l'architecture en faux marbre créée par Agostino Tassi, qui est par contre présente dans l'œuvre du Guerchin.

#### Chantier de Sant'Andrea della Valle (1622-1628)

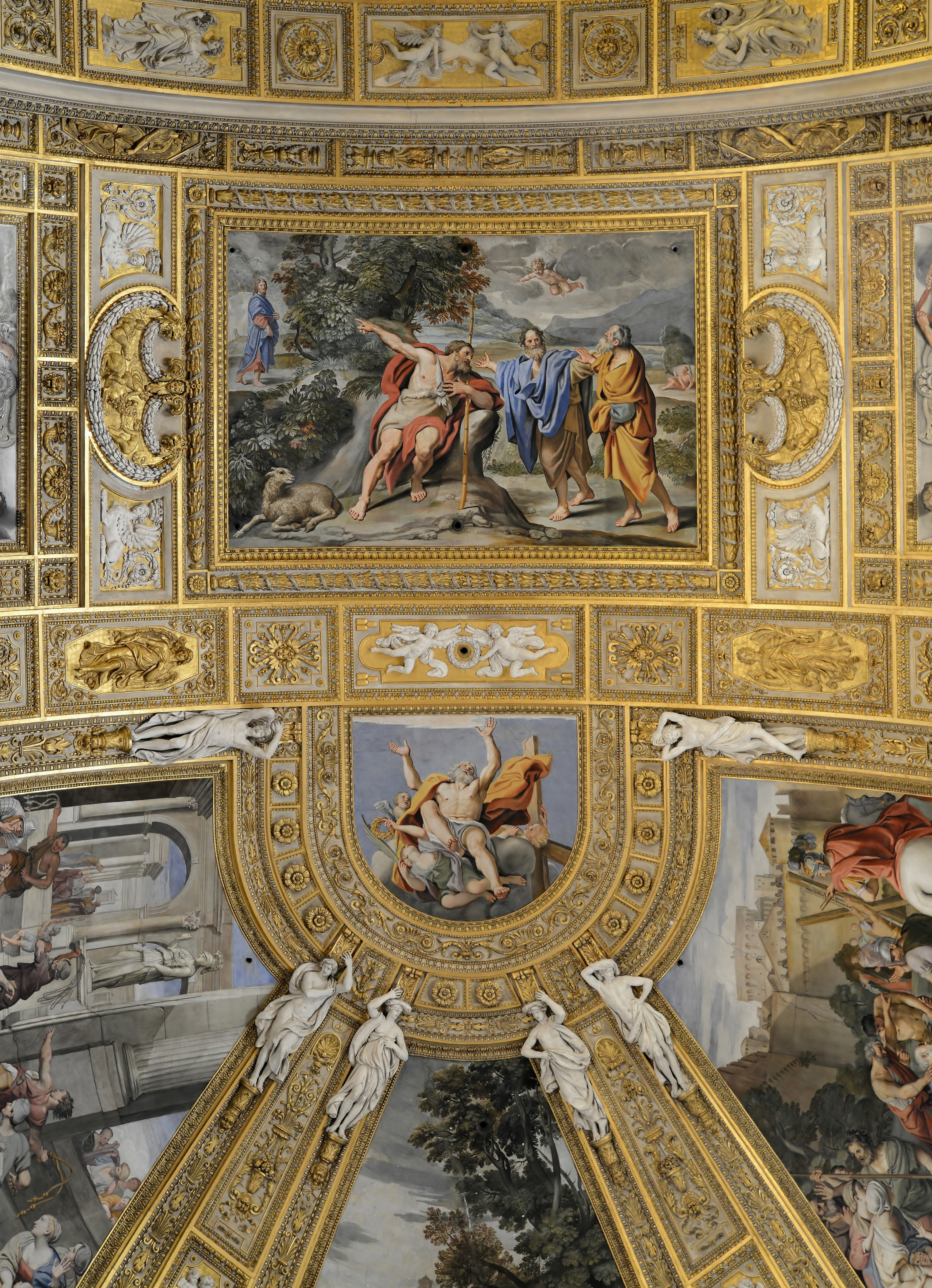
Fresques de l'abside de l'église Sant'Andrea de la Valle, 1627-1628.

En 1622, le Dominiquin obtient la commande la plus importante de son activité jusqu'alors, la décoration en fresque et en stuc de la voûte absidiale de l'église Sant'Andrea della Valle, à laquelle s'ajoutent quelques années plus tard le cycle des Histoires de la vie de saint André dans l'abside. Il s'agit d'un travail complexe, le chantier le plus important en cours à cette époque à Rome, sur lequel le peintre travaille pendant six ans, se consacrant à l'entreprise jusqu'en février 1628.
Le cardinal Alessandro Damasceni Peretti est le client de l'œuvre, qui a choisi le Dominiquin pour son exécution même si en premier lieu il aurait promis l'exécution des travaux, au moins à l'intérieur du dôme, à Giovanni Lanfranco, ce qui provoque de nombreux désaccords entre les deux peintres, dont les relations sont déjà tendues depuis des années, à tel point que Lanfranco ne réussit à obtenir la commande qu'après quelques pressions exercées sur le cardinal, qui décide donc de partager le travail entre les deux, et où le Dominiquin aurait réalisé les Évangélistes dans les écoinçons. Les fresques de  Giovanni Lanfranco contrastent fortement avec le classicisme du Dominiquin et semblent beaucoup plus modernes, déjà dans le sens d'un haut baroque émouvant,.
La décoration des écoinçons de la coupole est la première partie achevée vers 1625 avec Quatre Évangélistes. Globalement, l'artiste force son langage classique vers une composition plus aérienne et vers une reprise du rendu atmosphérique de Lodovico Carracci en concurrence ouverte avec Lanfranco. Le style des évangélistes voit s'ajouter une forte note corrégienne aux réminiscences de Raphaël et de Michel-Ange, tandis que dans les différents épisodes de la vie du saint, rigoureusement séparés par des nervures décorées, le scénario rappelle de nouveau quelques hypothèses de Lodovico Carracci.
Après la mort du cardinal Alessandro Peretti Montalto et du pape Grégoire XV en 1623, le chantier est suivi par son neveu le cardinal Francesco Peretti di Montalto. Cependant, le changement de pontife en faveur du toscan Maffeo Barberini, devenu pape Urbain VIII, crée un problème considérable pour le Dominiquin, qui doit trouver l'énergie pour obtenir les commandes de la ville. Le fait que son ancien protecteur, Giovanni Battista Agucchi, quitte également Rome à ce moment-là, envoyé par le nouveau pape pour exercer la fonction de nonce apostolique à Venise complique encore plus les choses.
De plus, l'église Sant'Andrea della Valle est en fait le panthéon de la famille Barberini ; il devient donc important d'établir une relation d'estime mutuelle entre les deux parties. Le Dominiquin reçoit du cardinal Francesco Barberini, parrain de sa fille  Maria Camilla, la commande d'une peinture murale, le Martyre de Saint-Sébastien (1625-1630) pour la basilique Saint-Pierre, depuis détachée et transférée à la basilique Santa Maria degli Angeli e dei Martiri,.
Le cycle de l'église Sant'Andrea della Valle se termine par la décoration à fresque du sommet de l'abside entre 1627 et 1628, où sont créées cinq autres scènes des Histoires de saint André (Saint Jean-Baptiste indique le Christ aux futurs apôtres André et Jean dans le panneau sous l'arc du chœur, la Gloire de saint André, immédiatement en dessous, la Vocation des frères Pierre et André, au centre de la cuvette de l'abside, saint André conduit au martyre, dans le panneau de droite et la Flagellation de saint André, dans le panneau de gauche) et, les personnifications des Vertus dans les segments du registre inférieur.

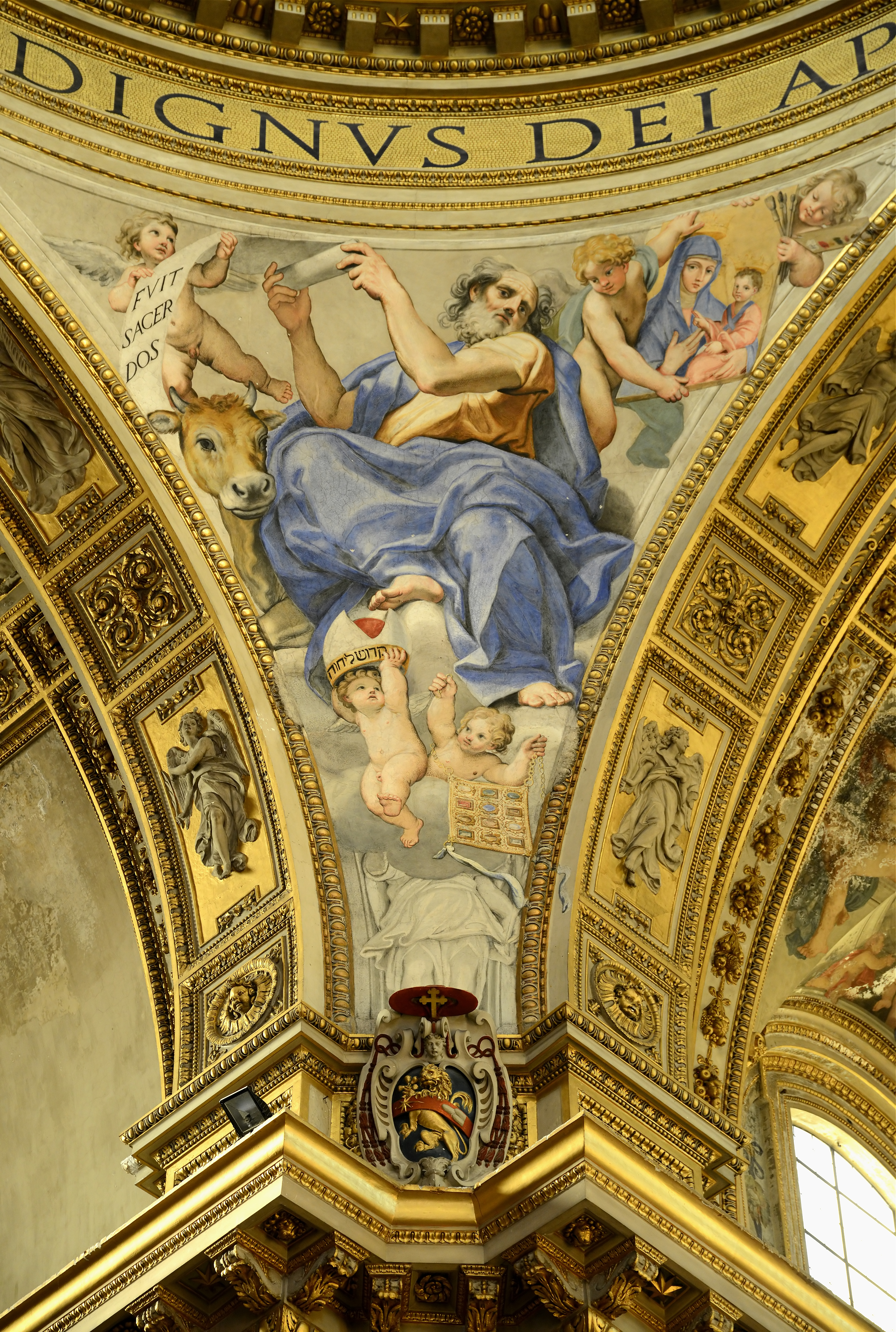
Saint Luc
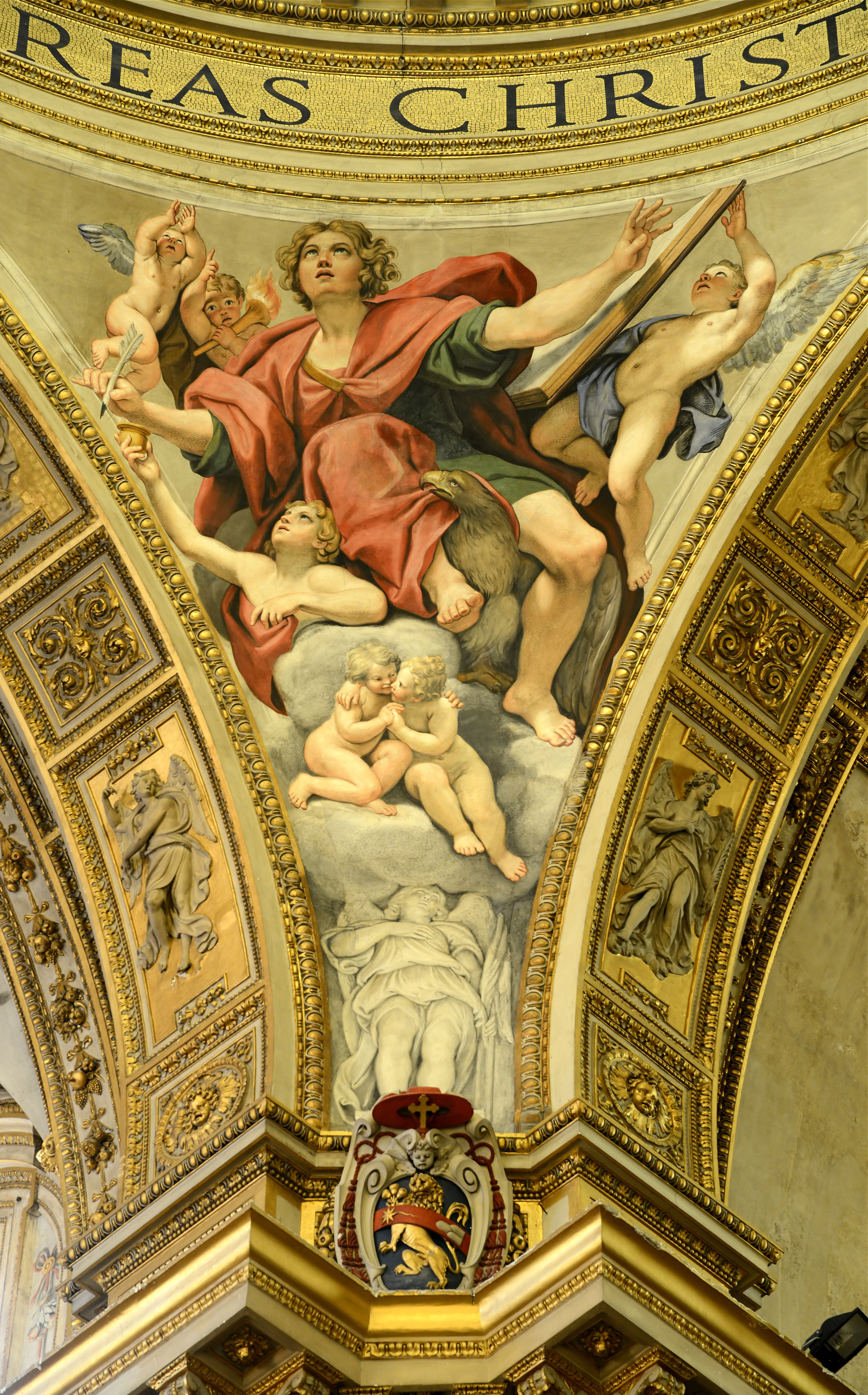
Saint Jean

#### Dernières années romaines sous le pontificat Barberini (jusqu'en 1630)

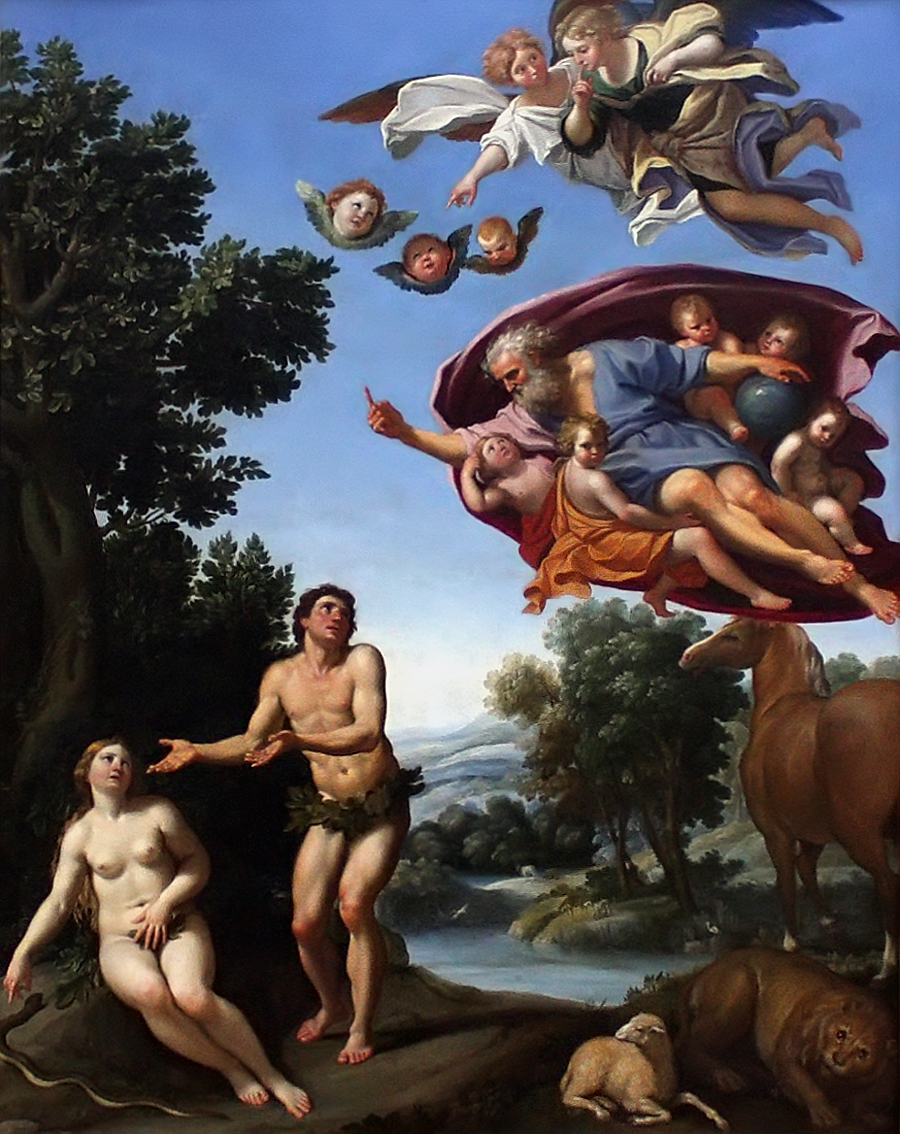
Dieu réprimande Adam et Ève, 1623, musée de Grenoble.

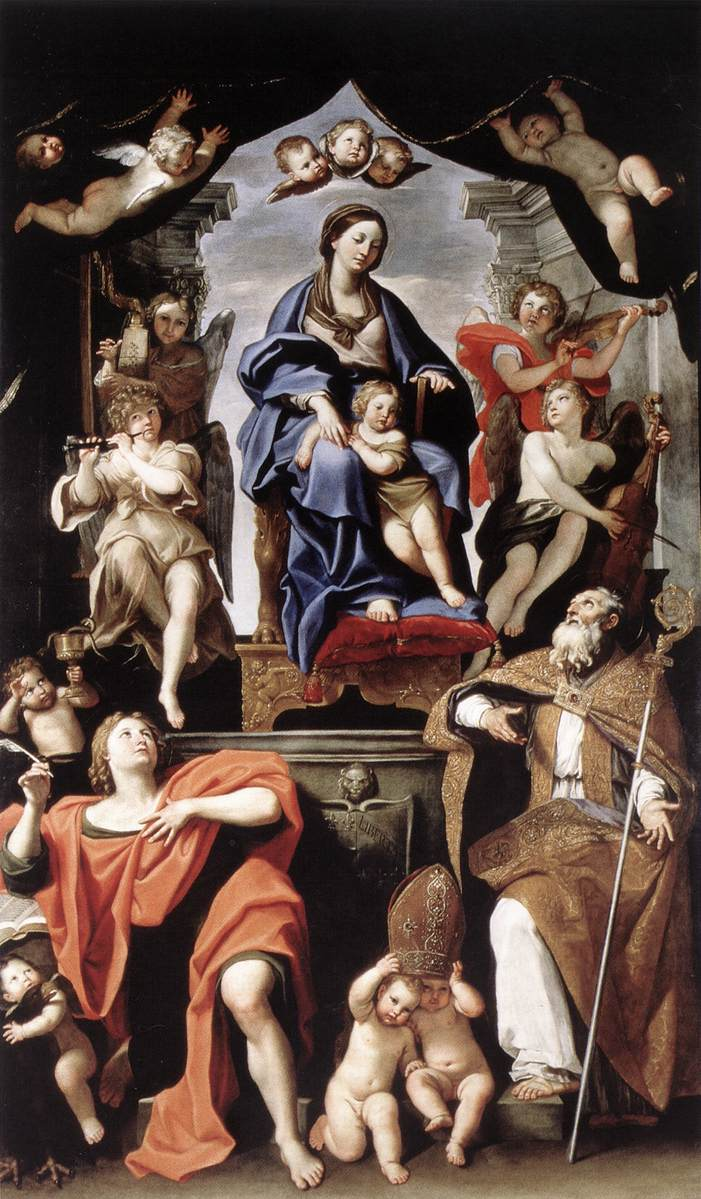
Vierge à l'Enfant avec les saints Pétrone et Jean l'Évangéliste, 1629, Galerie nationale du palais Barberini, Rome.

En 1623, le Dominiquin achève le retable de la Conversion de Saint Paul dans la cathédrale Santa Maria Assunta de Volterra et commence la Dieu réprimande Adam et Ève, offerte par l'architecte André Le Nôtre à Louis XIV en 1693. Exécutée sur cuivre avec un fort accent sur les contrastes de couleurs, l'œuvre rappelle la production d'Adam Elsheimer et surtout de Paul Bril. La figure du Père Éternel est une citation de Michel-Ange provenant de la voûte de la Chapelle Sixtine, tandis que les animaux au premier plan symbolisent - le lion et l' agneau, selon des citations bibliques et virgiliennes - la coexistence pacifique de l'âge d'or, tandis que le cheval qui, dès Jérémie, symbolise la luxure, annonce la fin, avec le péché originel, de cet âge mythique.
En 1625, il dessine la chapelle de la Madonna di Strada Cupa commandée par Monseigneur Cecchini pour la basilique Sainte-Marie-du-Trastevere, l'autel de la chapelle Porfirio de l'église San Lorenzo in Miranda, tandis que le projet architectural du portail du palais Lancellotti ai Coronari remonte aux dernières années romaines de l'artiste,. En 1628, il commence les fresques pour les panaches de l'église San Carlo ai Catinari, qui se terminent en 1630 avec la création des quatre vertus cardinales (Prudence, Justice, Force et Tempérance).
Entre-temps, en 1629, grâce à la recommandation d'Agucchi (entre-temps installé à Venise) vers qui la confrérie se tourne, il crée le grand retable de l'église Santi Giovanni Evangelista e Petronio, l'église bolognaise de Rome, la Vierge à l'Enfant avec les saints Pétrone et Jean l'Évangéliste. Selon les mots du biographe Carlo Cesare Malvasia, le peintre a mis en scène ses talents musicaux, dont sa passion est née entre la deuxième et la troisième décennie du siècle, représentant l'ensemble instrumental des anges (une harpe, un cornet, un violon et une viole de gambe), qui imite la sonate en trio typique de la période baroque. En plus de cet aspect, la toile montre d'autres innovations que le peintre expérimente à cette époque, comme les tons plus clairs et l'utilisation d'une composition étroitement liée aux hypothèses mathématiques géométriques, stimulées par sa relation avec le maître Matteo Zaccolini, ce qui donne au tableau un aspect encore plus classique.
Au cours de sa période romaine, il réalisé également des fresques dans le Casino dell'Aurora de la Villa Ludovisi et dans le Palais Costaguti (anciennement Patrizi) (1629-30).
Malgré les succès individuels et la renommée qu'il a désormais acquise, même dans le domaine entrepreneurial et en formant un atelier important auquel participe le jeune (dix-neuf ans) Giovanni Battista Salvi et Nicolas Poussin, peu après son arrivée à Rome et qui en fut très influencé, le Dominiquin sent que la situation a changé par rapport aux années précédentes. Les nombreuses commandes et sa lenteur notoire exigent de plus en plus la participation de l'atelier, notamment d'Antonio Barbalunga de Messine, dont la main est présente dans la décoration de la chapelle Merenda de l'église Santa Maria della Vittoria de Rome et dans le Saint François en extase de l'église Santa Maria della Concezione dei Cappuccini.
Au cours de ces années, son activité importante à Rome le conduit à l'élection de chef (principe) pour l'année 1630, la plus haute fonction de la prestigieuse Accademia di San Luca, l'institution artistique la plus importante de l'époque dans la ville. Cependant, la nomination n'a aucune suite effective puisque, étant déjà arrivé deuxième derrière Guido Reni dans la liste dressée en novembre 1629, mais disqualifié car il ne résidait plus à Rome, le Dominiquin doit également se soumettre à la volonté du cardinal Francesco Barberini, qui, par disposition officielle, a donné mandat à Cassiano dal Pozzo pour exprimer son désir de nommer son protégé Le Bernin comme principe de l'Académie, ce qui se produit effectivement le 1er janvier 1630. L'amère déception suscitée par ce rejet joue probablement un rôle lorsque le Dominiquin accepte l'importante commande de peindre des fresques sur le chantier de construction le plus important de la ville de Naples de cette époque, la chapelle royale du Trésor de San Gennaro dans la cathédrale Notre-Dame-de-l'Assomption de Naples, l'année suivante, le 11 novembre 1630. Ne trouvant plus le soutien de ses vieux amis du passé, le peintre profite de l'occasion pour quitter la maison où il vit sur la Piazza dei Signori près de l'église Santi Vincenzo e Anastasio dans le rione Regola pour Naples,.

### Naples (1630-1641)

#### Chantier de construction de la chapelle royale du Trésor de San Gennaro

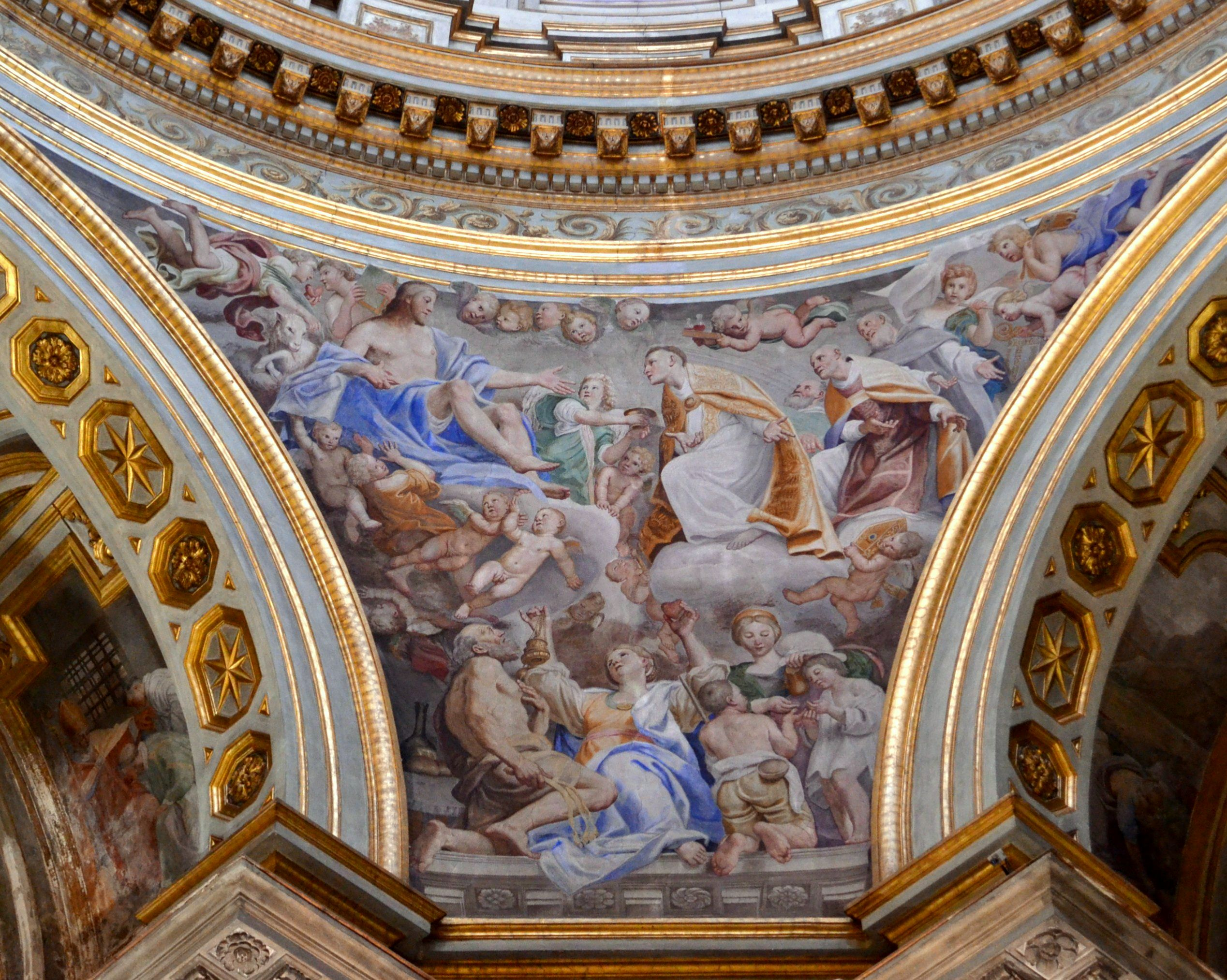
Patronage des saints Gennaro, Agrippine et Agnello Abate, 1638-1641, l'un des panaches de la coupole de San Gennaro, Naples.

Le 23 mars 1630, dans une lettre adressée à Muzio Capece de Naples, l'un des membres de la Députation de la chapelle du Trésor de la cathédrale, le Dominiquin accepte de réaliser un projet décoratif complexe comprenant à la fois des fresques et des huiles sur cuivre avec les Histoires de saint Gennaro. Après avoir achevé les fresques de San Carlo ai Catinari en juin, le peintre s'installe à Naples en novembre. Il travaille sur les nombreuses fresques et retables de la chapelle du trésor, qui constituent l'un de ses plus grands chefs-d'œuvre, et où il transforme son style autrefois très classique, lui donnant une direction baroque plus dynamique.
L'œuvre est complexe, diverses parties, notamment les lunettes, les arcs, les écoinçons et le dôme devant être peintes à fresque. En outre, le Dominiquin souffre d'une atmosphère hostile et de ressentiment dirigée contre lui par les artistes locaux auxquels il doit faire face, tels que Belisario Corenzio, José de Ribera et Battistello Caracciolo, jaloux de sa fortune, qui forment un groupe intimidant appelé la « cabale de Naples », peu apprécié par le vice-roi. Pour des raisons  familiales, à l'été 1634, il quitte la ville pour Frascati, où il est hébergé dans la Villa Aldobrandini, temporairement recueilli par le cardinal Ippolito Aldobrandini (1594-1638) et son secrétaire Francesco Angeloni.
Après un court séjour à Rome, où il commence le tableau Enterrement d'un empereur romain pour Philippe IV (roi d'Espagne) (1634-1636, Madrid, musée du Prado), et après une intervention des députés du Trésor de San Gennaro, qui font tout pour faire revenir le Dominiquin afin qu'il achève le chantier, enlevant même sa femme et sa fille restées à Naples, il retourne en ville en juin 1635 pour terminer son œuvre inachevée.
En 1637, il reçoit le paiement de neuf des douze fresques des arceaux et des lunettes, qui représentent sans aucun doute celles ayant la plus grande profondeur stylistique et qui sont en harmonie avec son parcours artistique personnel.
En juin 1638, il commence également à peindre le dôme de la chapelle, où il réalise des fresques sur les panaches (achevées en 1641), modifiant les tendances développées dans celles de Sant'Andrea della Valle, n'obtenant pas les mêmes résultats qualitatifs, remplissant ici les espaces avec une multitude de figures gestuelles qui semblent pétrifiées, comme pour leur donner une signification purement iconographique. L'utilisation du ton argenté et le remplissage de la scène avec les visages de chérubins sortant des nuages semblent, d'un point de vue stylistique, exécutés en continuité avec le retable des saints Pétrone et Jean de l'église des Bolognais à Rome.
À partir de 1638, il commence les cinq retables en huile sur cuivre, dont quatre des six huiles sur cuivre commandées pour les autels sont achevées en 1640. Comme cela s'est produit avec les panaches, dans ces peintures également, le peintre s'éloigne de ses méthodes picturales les plus connues, abandonnant un contenu classique et paysager pour revenir à un style plus proche de son ancien maître Lodovico Carracci, et en même temps s'adaptant probablement à une tendance qui est encore en vogue dans la ville napolitaine à cette époque, d'une peinture plus naturaliste et clair-obscur. Plusieurs œuvres ne sont pas achevées en raison de la mort subite du peintre : un tableau qui n'a jamais commencé est réattribué à José de Ribera, tandis qu'un autre qui n'est pas achevé (San Gennaro libérant une femme possédée ) est confié à Massimo Stanzione (qui cependant crée une version qui n'est pas été préférée à celle du Dominiquin).

Peintures des Histoires de San Gennaro (1640)
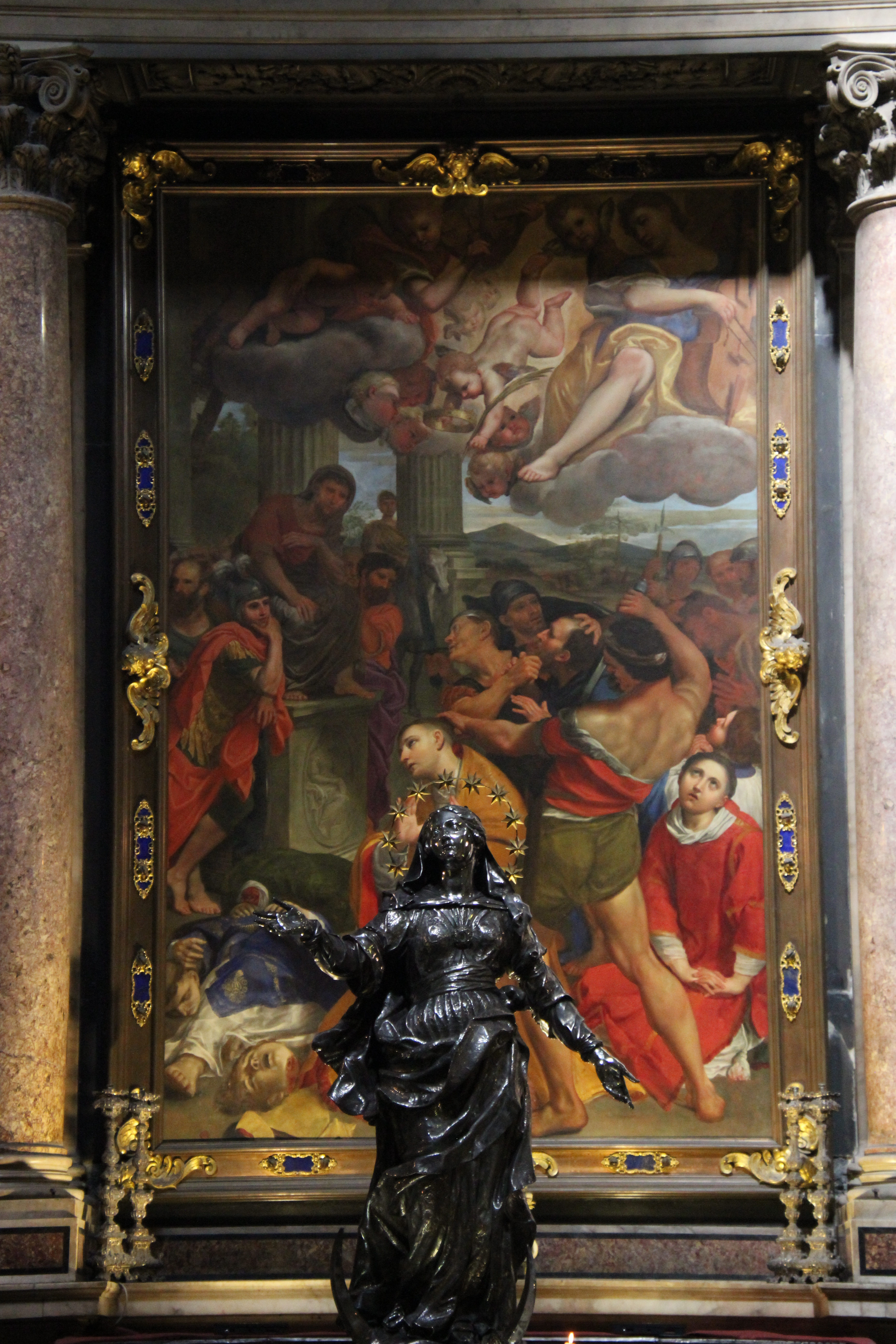
Décapitation de San Gennaro
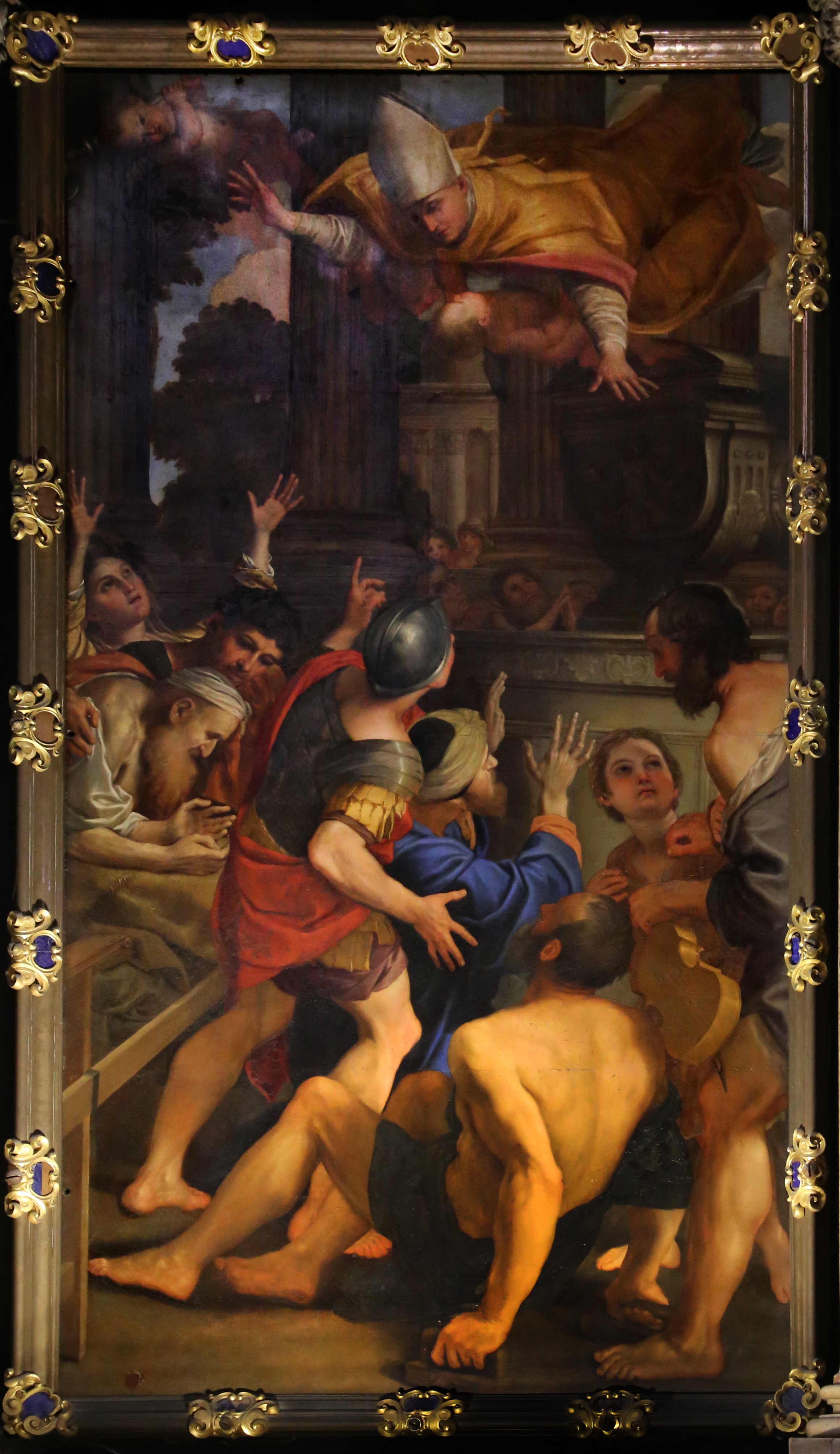
Des malades visitent le tombeau de San Gennaro
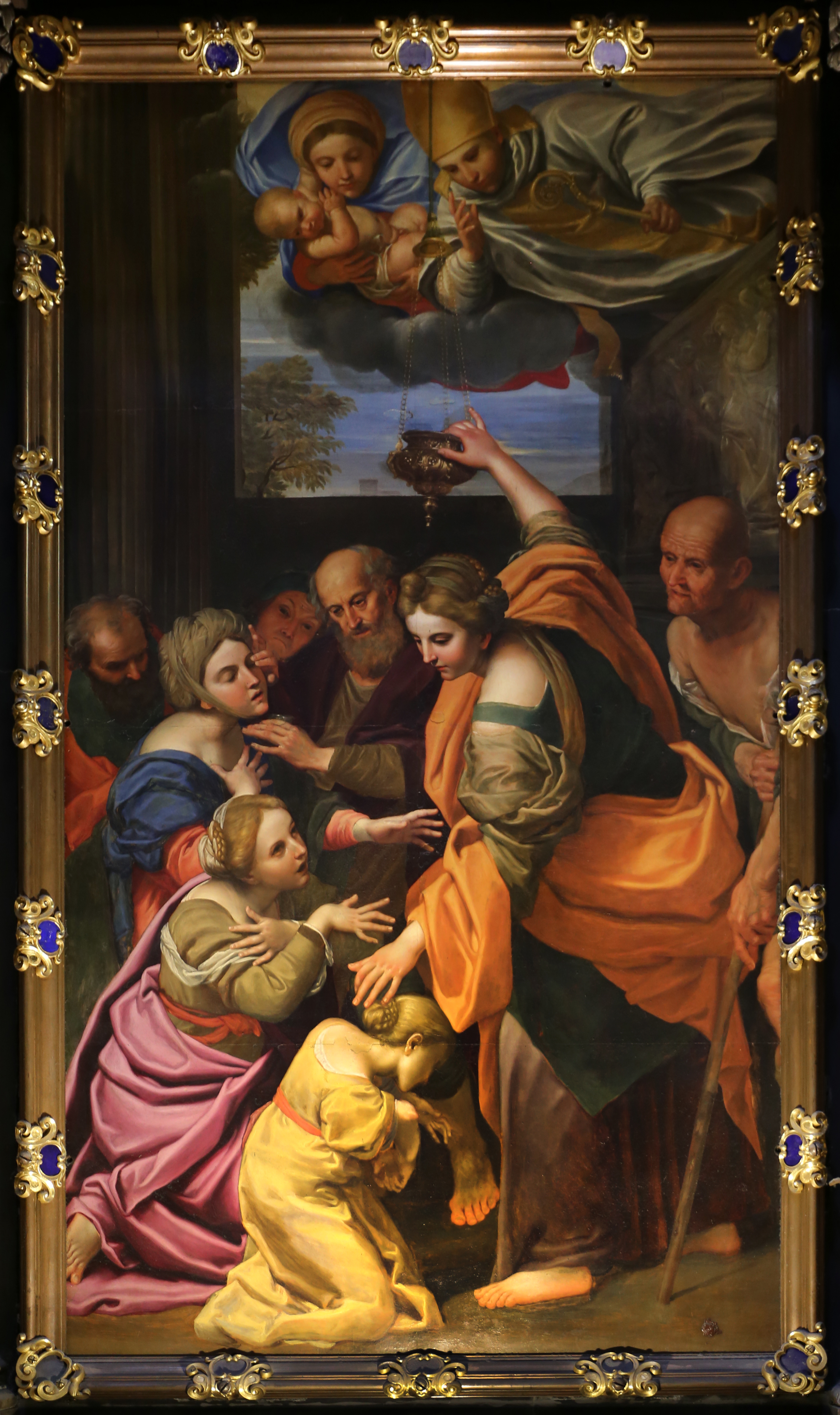
San Gennaro guérit un malade
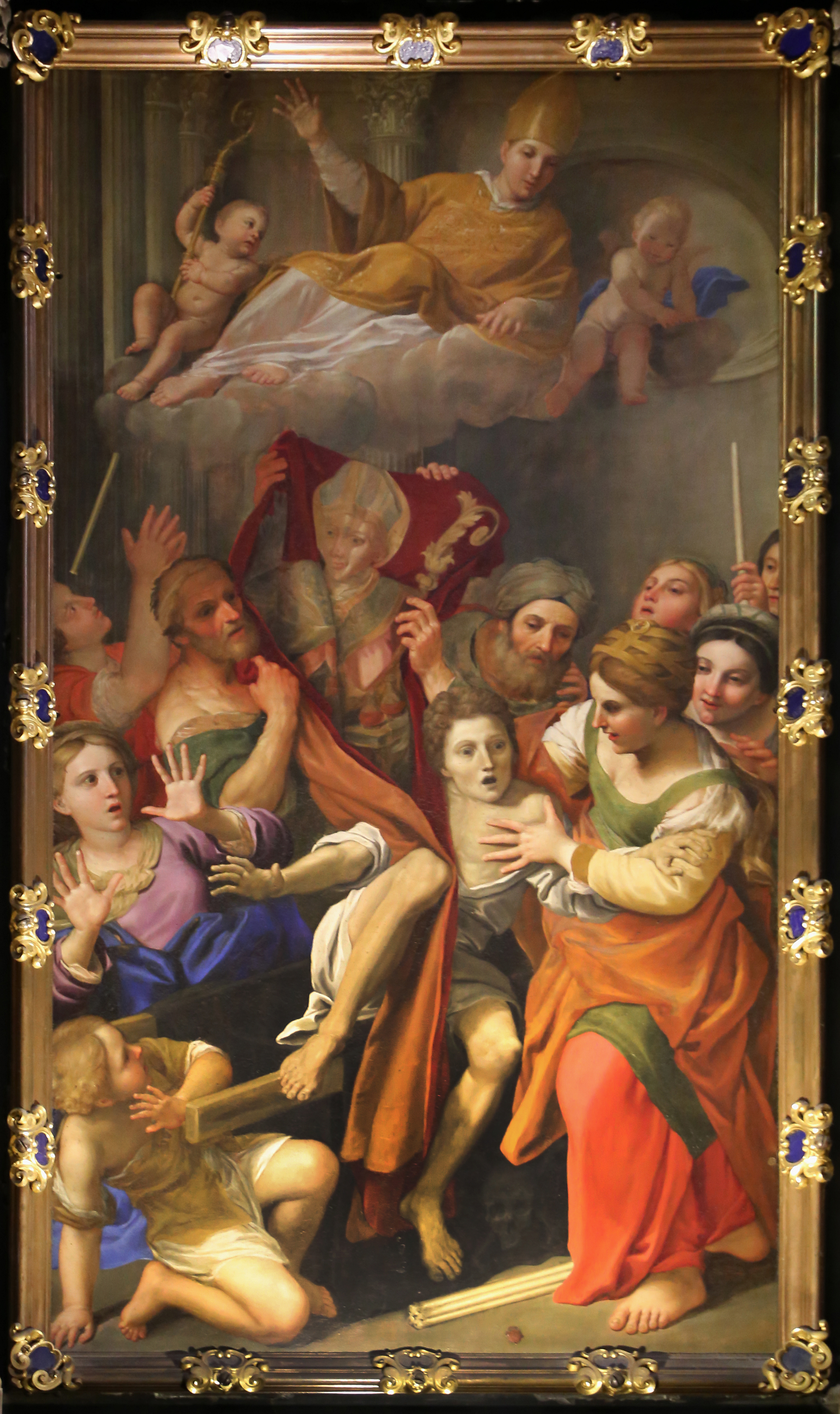
San Gennaro libère une femme possédée
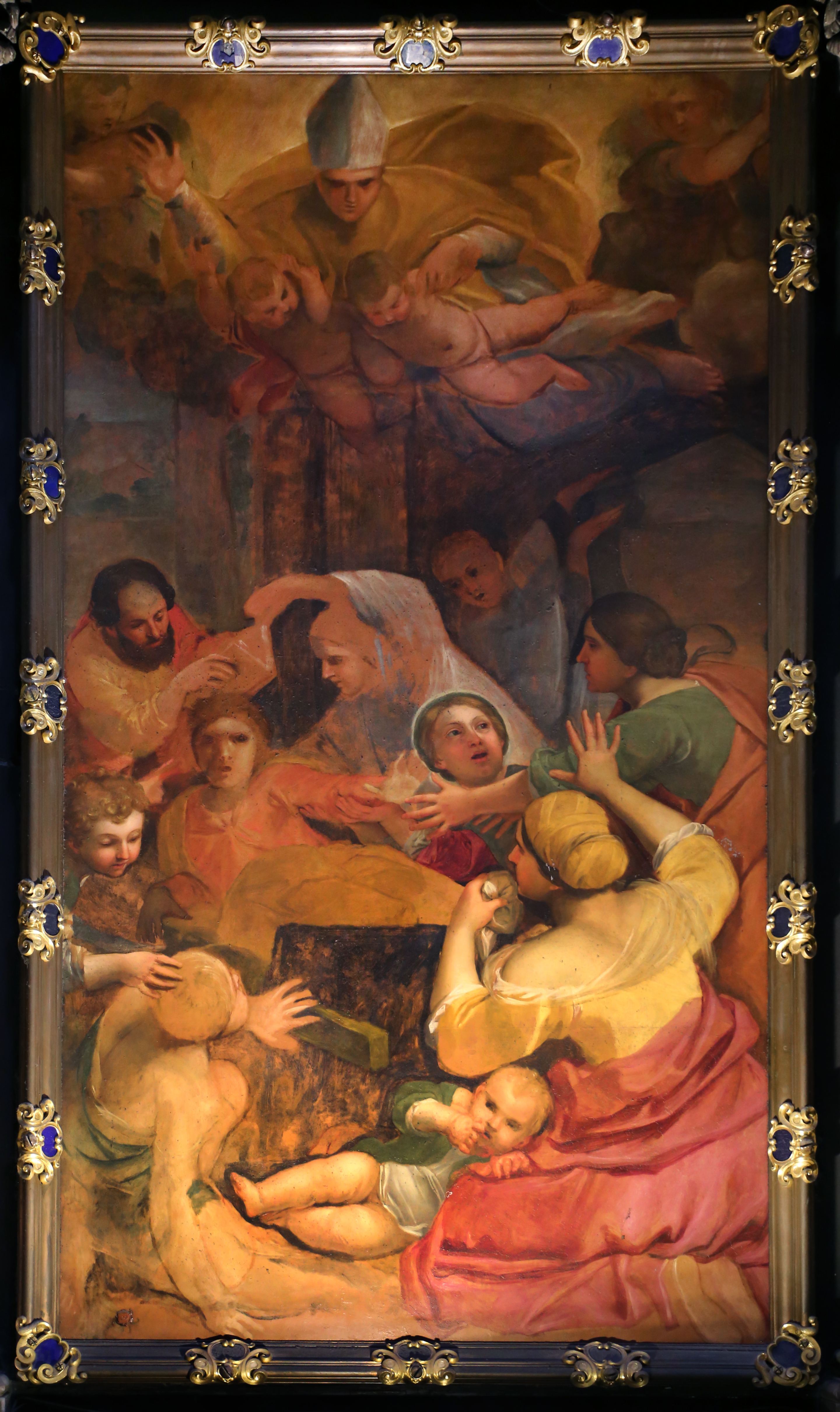
San Gennaro ressuscite un mort

#### Mort (1641)
Le Dominiquin décède le 6 avril 1641, trois jours après avoir rédigé son testament. Les circonstances de sa mort restent floues dès le début, à tel point que Passeri soupçonne même que le peintre a été empoisonné. Le Dominiquin lui-même a exprimé dans son testament l'idée qu'on voulait l'empoisonner, ce qui s'est certainement produit et a également été considéré comme possible par des auteurs ultérieurs, mais n'a pas été prouvé,.
Il est inhumé dans la cathédrale Notre-Dame-de-l'Assomption de Naples. À Rome, en 1642, les membres de l'Académie de Saint-Luc ont tenu un service commémoratif en l'honneur du Dominiquin en présence du cardinal Barberini au palais de la Chancellerie, au cours duquel son biographe ultérieur Passeri a prononcé le discours commémoratif.
Le calotte de la Chapelle royale du Trésor de San Gennaro est seulement commencé par le peintre : après sa mort, la Députation demande une fois de plus un avis sur l'état de l'art à José de Ribera et Massimo Stanzione, qui le jugent vulgaire et donc ne devant pas être complété, mais plutôt remplacé par un nouveau cycle. Comme cela s'est produit plus de dix ans plus tôt à Sant'Andrea della Valle à Rome, la fresque du dôme initialement créée par le Dominiquin est complètement effacée et recouverte d'un nouveau plâtre, tandis qu'une nouvelle fresque est commandée à son rival Giovanni Lanfranco.

## Style et importance

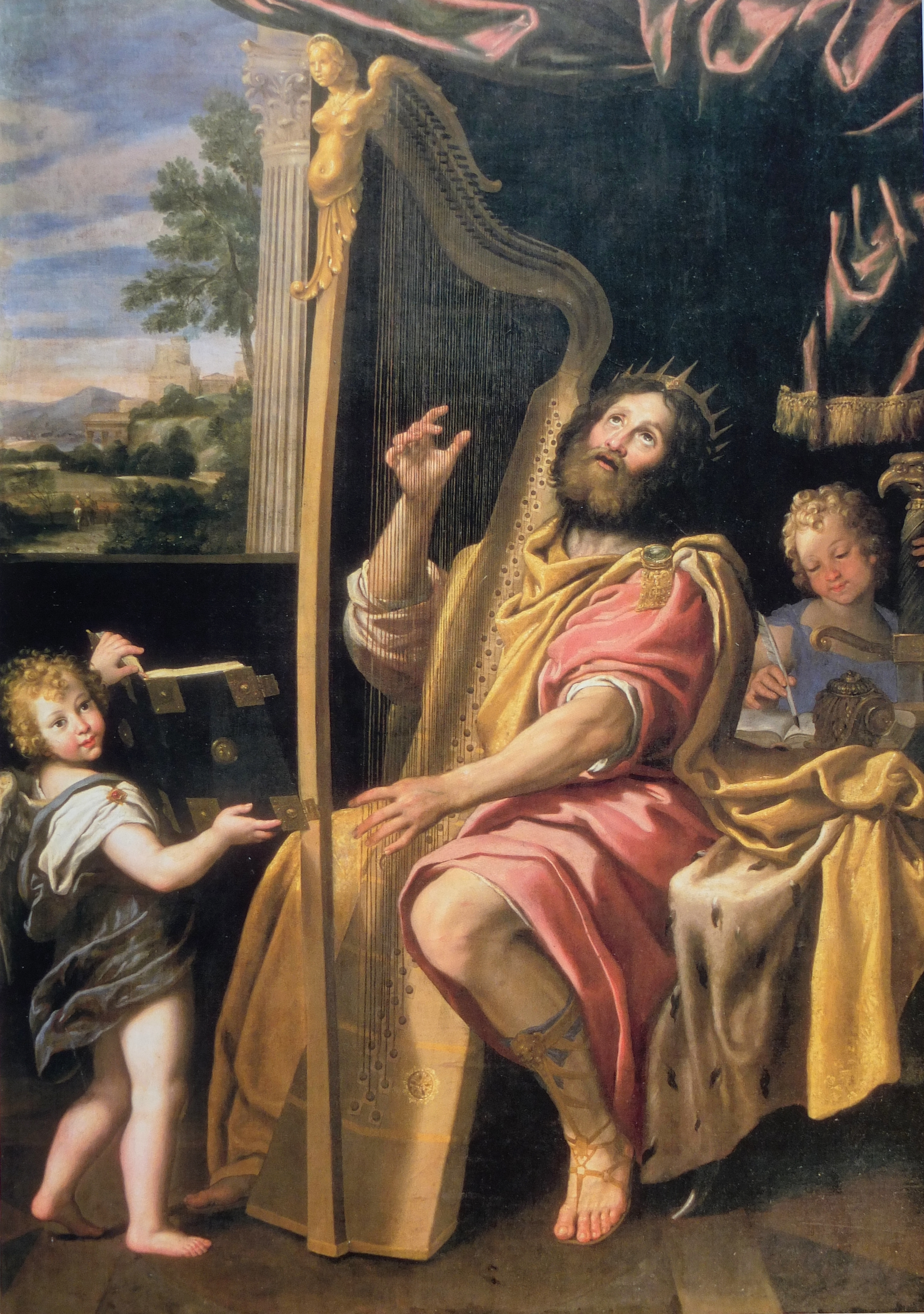
Le roi David à la harpe, vers 1619, huile sur toile, château de Versailles.

La période active du Dominiquin se situe dans les deuxième et troisième décennies du XVIIe siècle ; après le départ de Guido Reni, il est l'artiste le plus respecté de Rome aux côtés de Lanfranco. Son style classique s'inspire principalement d'Annibale Carracci et des Chambres de Raphaël au Vatican, ainsi que de l'étude de l'Antiquité. Contrairement à Reni, il combine cela avec une certaine beauté et douceur des figures féminines, enfantines et angéliques, pour lesquelles il s'inspire du Corrège et du Parmigianino. Cependant, il n'a pas adopté le sfumato du Corrège, son dessin est plus clair et son application de la couleur rappelle davantage l'école vénitienne, notamment le Titien. Son style dégage toujours un certain naturel, notamment dans les fresques, même si ses figures semblent parfois un peu rigides. Vers la fin des années 1620, et plus encore dans ses œuvres de la chapelle du Trésor de Naples, on remarque un tournant vers la dynamique du baroque,.
Formé dans l'atelier et sous l'influence des Carracci, Le Dominiquin se manifeste dès le début comme un peintre de paysage d'excellente facture, paysages qu'il insère dans ses compositions de manière presque dominante par rapport aux personnages représentés, ou en tout cas comme une partie incisive de l'histoire peinte. Après avoir rencontré Giovanni Battista Agucchi en 1604, son style se consolide vers ses principes théoriques, c'est-à-dire dans la recherche de la beauté idéale à travers la peinture classique et en s'éloignant de la peinture naturaliste. Sa plus grande force réside dans les paysages idylliques inspirés d'Annibale Carracci, peuplés principalement de personnages religieux ou mythologiques. Ses paysages ont eu une influence directe sur de jeunes artistes comme Claude Gellée et Gaspard Dughet. Nicolas Poussin figure parmi ses admirateurs, qui lui doit aussi beaucoups, ,.
Le peintre a à son actif un grand nombre d'œuvres, parmi les rares avec Annibale Carracci à ne laisser aucun genre hors de son catalogue (paysages, peintures historiques, portraits). En plus des peintures de chevalet et des retables pour les églises publiques, le Dominiquin est particulièrement percutant dans la peinture à fresque, grâce à laquelle, depuis les grandes décorations des chapelles et des palais de la noblesse romaine dans sa jeunesse, il est parmi les peintres les plus recherchés de la scène locale.
Contrairement à ses compatriotes Guido Reni, Francesco Albani et Le Guerchin, il a dans son atelier même plusieurs artistes qui étudient la peinture (comme Giovanni Battista Salvi) ou perfectionnent simplement leurs compétences en dessin et discutent avec lui de questions artistiques, comme Nicolas Poussin et Pietro Testa ; il n'a jamais eu recours assidûment aux collaborateurs. Parmi les membres de son atelier, divers noms apparaissent au fil du temps, comme Antonio Barbalunga, Giovanni Angelo Canini, Francesco Cozza, Alessandro Fortuna, Giovanni Battista Ruggeri, Francesco Raspantino, Andrea Camassei et Giovanni Battista Viola. Ce dernier, un peintre bolognais qui a été l'élève d'Annibale Carracci et est plus âgé que Le Dominiquin, est spécialisé dans les paysages et collabore avec Zampieri dans fresques du palais Giustiniani de Bassano Romano.
Le Dominiquin est l'un des artistes les plus vénérés du XVIIIe siècle, mais tombe en disgrâce au XIXe siècle, comme Guido Reni et toute l'école bolognaise. Cette évolution est déclenchée notamment par l'influent critique d'art anglais John Ruskin et son aversion personnelle pour cette époque. Depuis la fin du XIXe siècle, la compréhension de l'élégance classique du Dominiquin et des autres successeurs des Carracci s'est encore accrue.

## Liste des œuvres

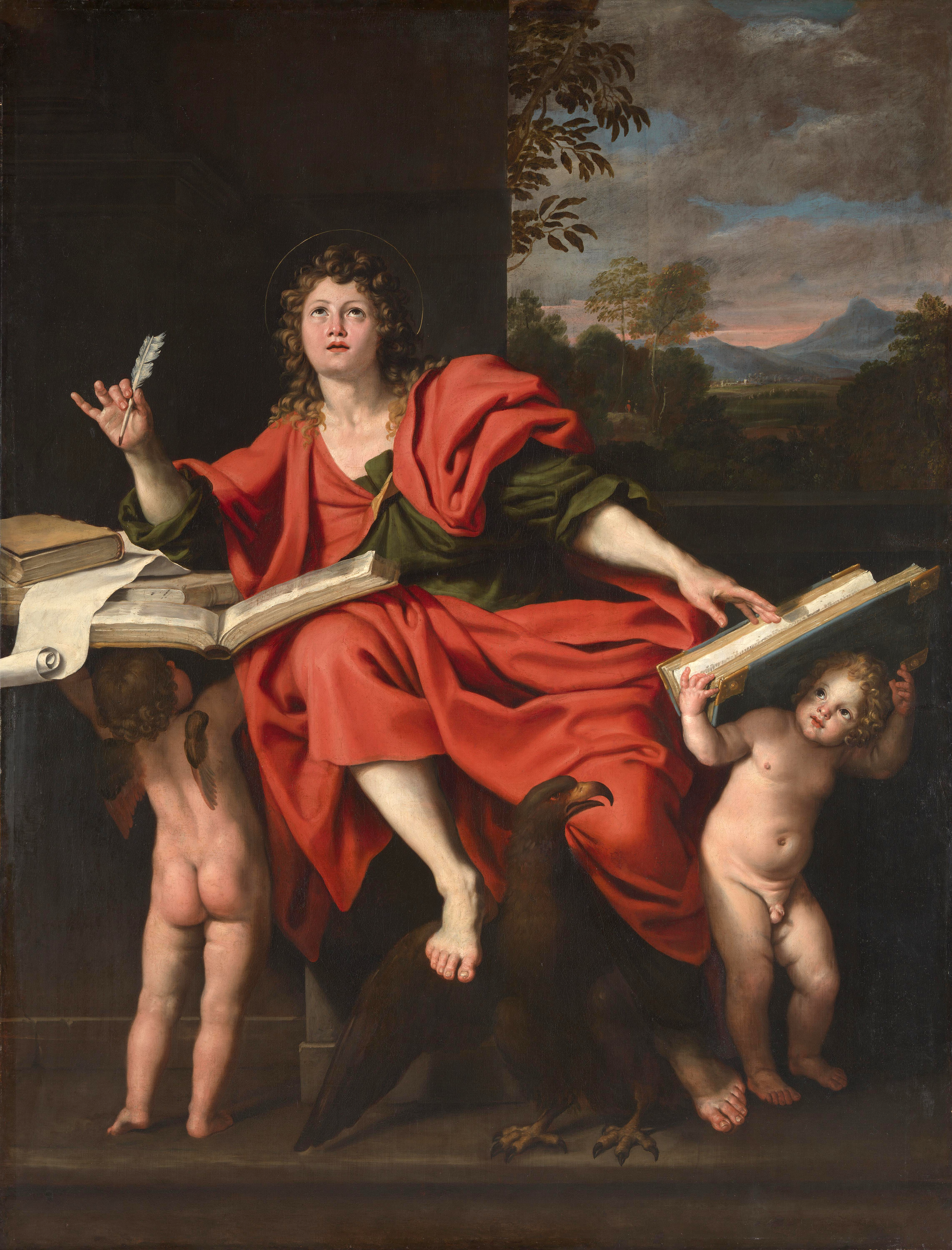
Jean l'Évangéliste, v. 1621–1629

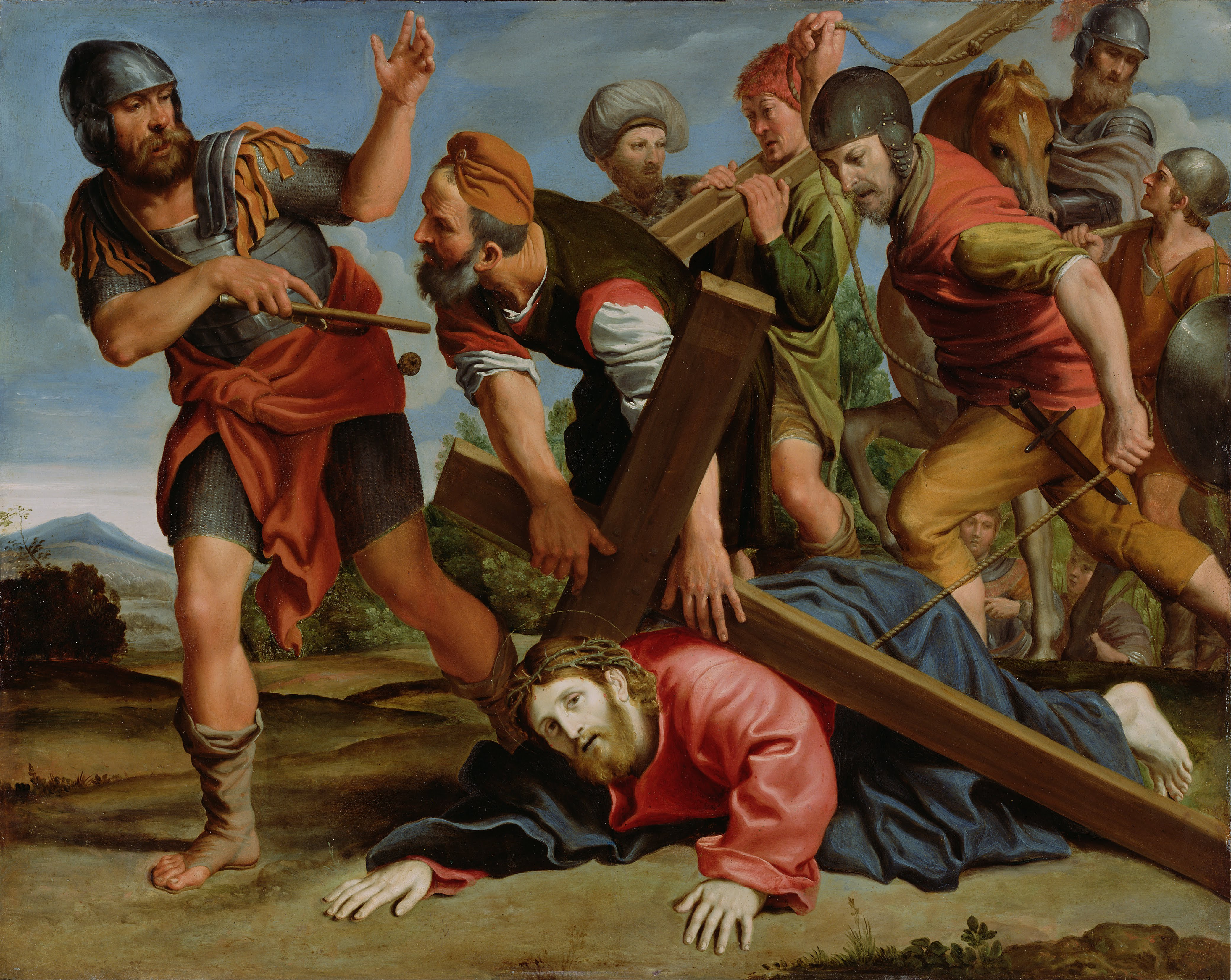
Le Christ montant au Calvaire (vers 1610, sur cuivre)
J. Paul Getty Museum.

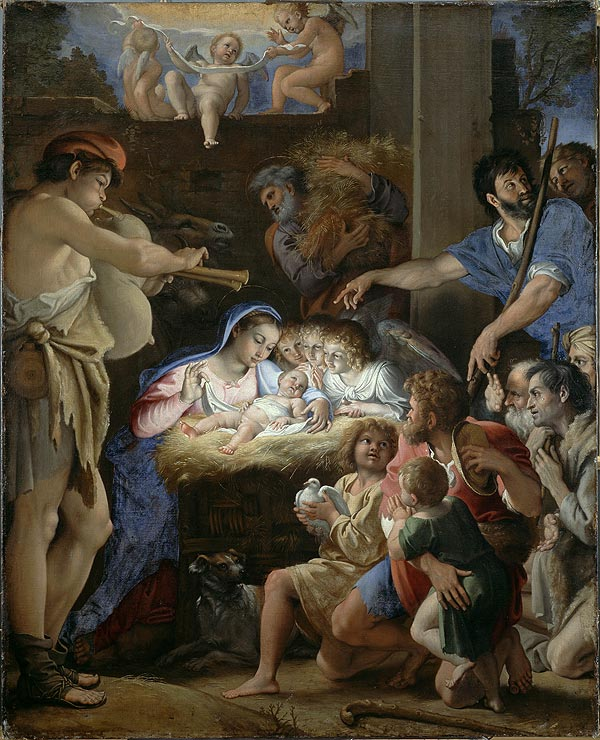
L'Adoration des bergers (1607-10)
National Gallery of Scotland.

- Entre 1603 et 1609 : Adonis tué par un sanglier, sa première œuvre ;
- Entre 1603 et 1609 : Flagellation de saint-André ;
- 1603-1604 : Monsignor Giovanni Battista Agucchi, huile sur toile, 60 × 46 cm, York Art Gallery ;
- 1604-1605 : Portrait du cardinal Girolamo Agucchi, huile sur toile, 142 × 112 cm, Musée des Offices, Florence[38] ;
- 1605-1607 : La Lapidation de saint Étienne, Chantilly, musée Condé ;
- 1606-1608 : Ravissement de saint Paul (pour Giovanni Battista Agucchi), huile sur cuivre, 50 × 38 cm, Musée du Louvre[44] ;
- vers 1610 : Saint Georges et le Dragon, huile sur bois, 52,7 × 61,8 cm, Londres, National Gallery ;
- vers 1610 : Le Chemin du calvaire, huile sur cuivre[45], 54 × 68 cm, J. Paul Getty Museum, Los Angeles[46] ;
- 1614 : Dernière communion de saint Jérôme, huile sur toile, 419 × 256 cm, Rome, Pinacothèque vaticane, Musées du Vatican[47] ;
- 1615 : Ange gardien, huile sur toile, 249 × 210 cm, Naples, musée de Capodimonte ;
- vers 1615 : Timoclée captive amenée devant Alexandre (pour le salon d'une villa), huile sur toile, 114 × 153 cm, Musée du Louvre[48] ;
- vers 1615 : Portrait du cardinal Jean de Bonsy (1554-1621), évêque de Béziers, huile sur toile, 153 x 104 cm, musée Fabre, Montpellier ;
- vers 1616 : Paysage avec Moïse et le buisson ardent, huile sur cuivre, 45 × 34 cm, Metropolitan Museum, New York[49] ;
- 1615-1617 : La Chasse de Diane (ou Diane et ses Nymphes), huile sur toile, 225 × 320 cm, Galerie Borghèse, Rome[50] ;
- 1617 : Sibylle, huile sur toile, 123 × 89 cm, Galerie Borghèse (Rome) ;
- 1616-1618 : Apollon tuant les Cyclopes, fresque de la Stanza di Apollo de la Villa Aldobrandini transposée sur toile, 316 × 190 cm, National Gallery, Londres[51] ;
- 1617-1618 : Sainte Cécile avec un ange tenant une partition, huile sur toile, 160 × 120 cm, Musée du Louvre[52] ;
- 1618-1620 : Apparition de la Madone de Lorette à saint Jean Baptiste, saint Eloi et saint Antoine le Grand, Huile sur toile, retable réalisé originairement pour l’église Saint François de Fano dans le Marches italiennes, 241 x 170.5 cm, North Carolina Museum of Art.
- 1620-1623 : Paysage avec la Fuite en Égypte, huile sur toile, 164 × 213 cm, Musée du Louvre[53] ;
- 1621-1623 : Portrait du pape Grégoire XV et du cardinal Ludovico Ludovisi, son neveu, huile sur toile. H. 221 ; L. 146 cm. Musée des Beaux-Arts de Béziers.
- 1621 : Tête de jeune homme, bouche ouverte, pierre noire sur papier beige. H. 0,263 ; L. 0,310 cm. Beaux-Arts de Paris. Ce dessin est préparatoire à la fresque de La Conversion de saint Paul, peinte à la demande de l'amiral Jacopo Inghirami pour la chapelle familiale du commanditaire dans la cathédrale de Volterra[54] ;
- 1622-1625 : Herminie chez les bergers, huile sur toile, 124 × 181 cm, Musée du Louvre[55] ;
- 1623-1625 : Dieu réprimandant Adam et Eve, musée de Grenoble;
- vers 1630 : Sainte Marie-Madeleine, huile sur toile, 89 × 76 cm, Galerie Palatine, Florence[38].

Dates non documentées
- Angélique et Médor, musée des beaux-arts de Lyon, inv. no H 654 ;
- David jouant de la harpe, Paris, musée du Louvre ;
- Dieu réprimant Adam et Ève, musée de Grenoble ;
- Énée et Anchise, musée du Louvre ;
- Hercule tirant Cacus, musée du Louvre ;
- Martyre de sainte Agnès ;
- Paysage avec Ermite, Musée du Louvre ;
- Pietà, tableau maniériste ;
- Portrait du pape Grégoire XV et son neveu le cardinal Ludovico Ludovisi, Béziers, musée des Beaux-Arts ;
- Saint Antoine de Padoue tenant l'Enfant Jésus, Gray (Haute-Saône), musée Baron-Martin ;
- Triomphe de l'Amour, musée du Louvre ;
- Vie des saints Nilo et Bartholomé ;
- Vierge du Rosaire.

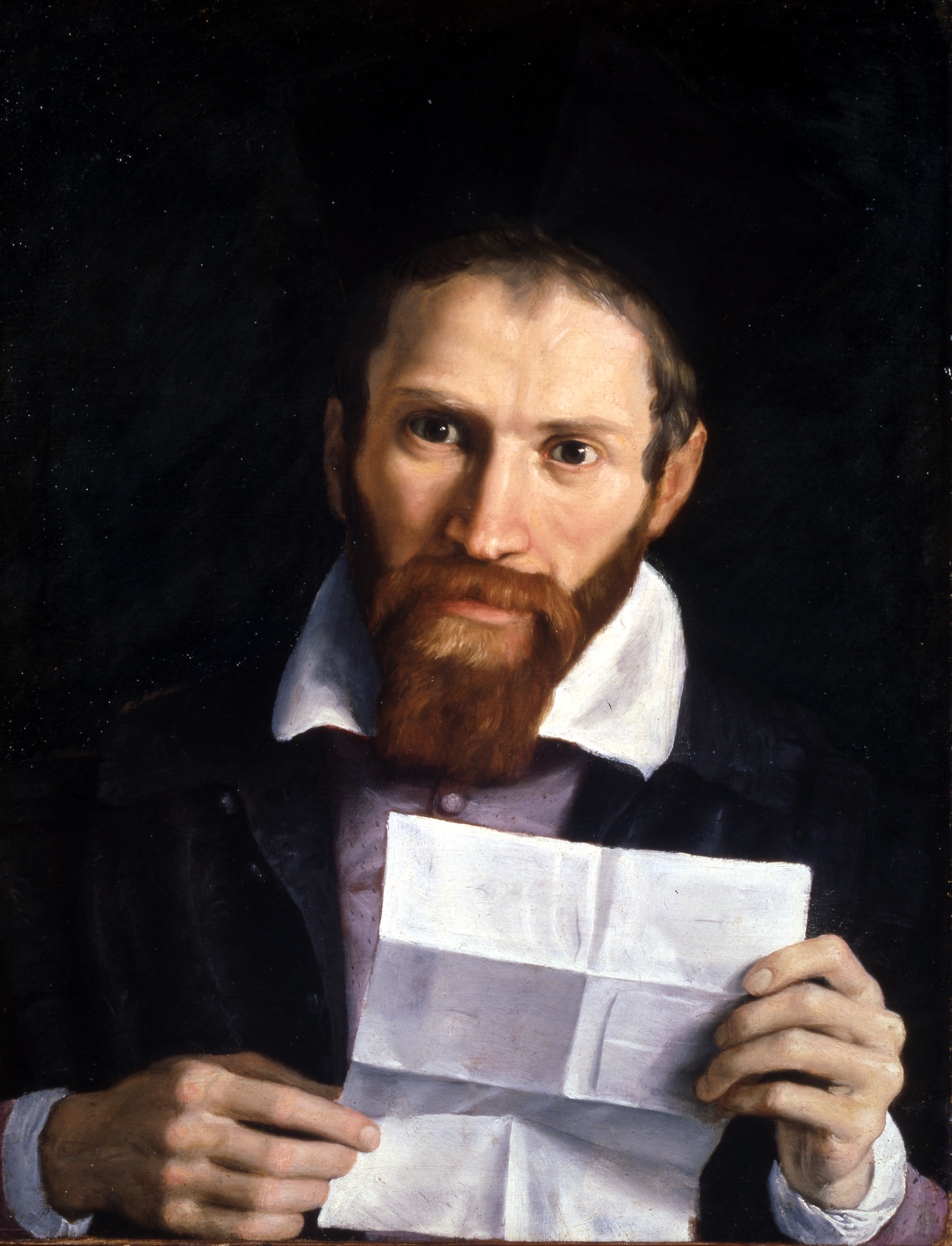
Giovanni Battista Agucchi (1602-1603) York Art Gallery.
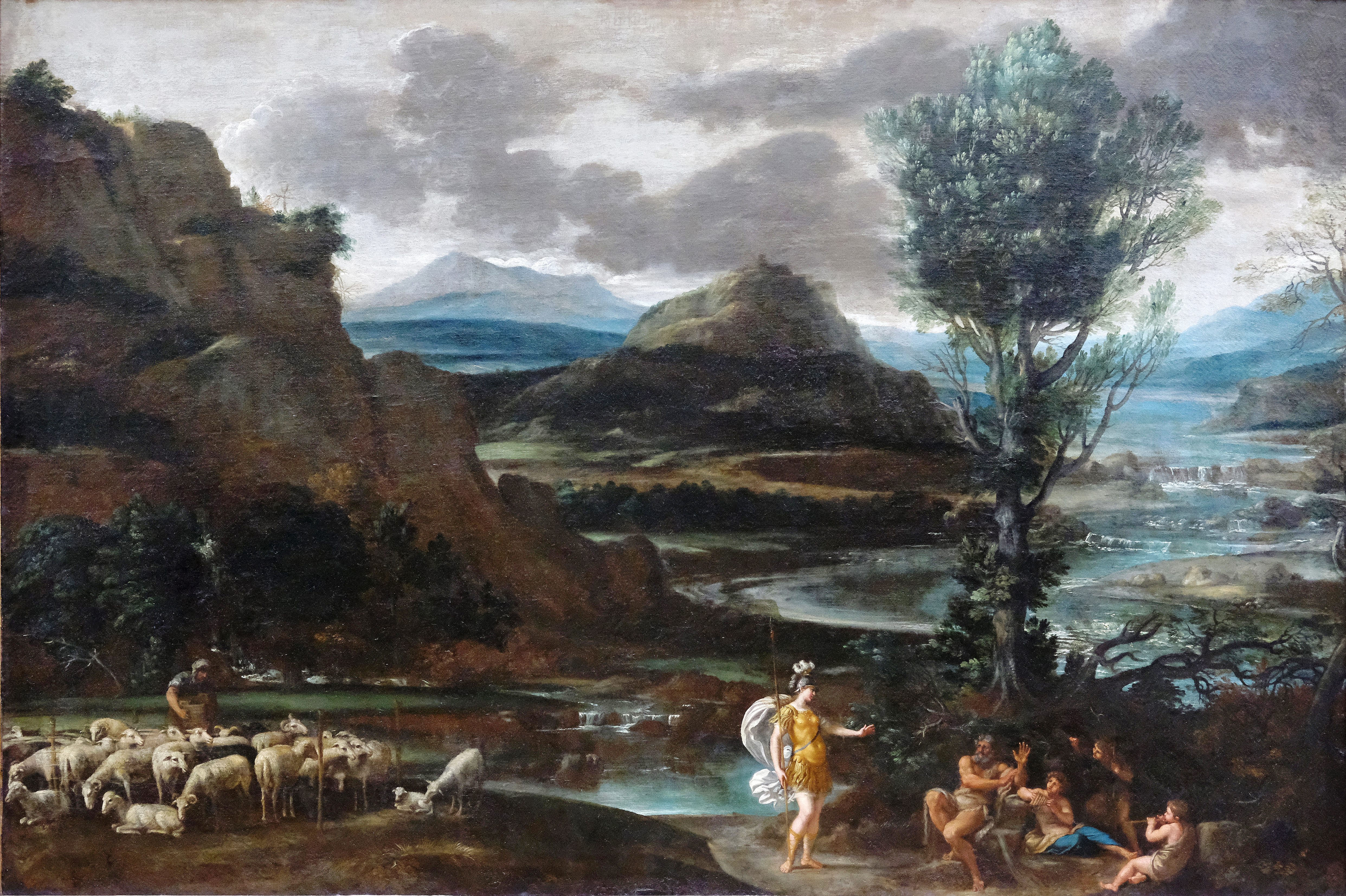
Herminie chez les bergers (1622-1625) Musée du Louvre.
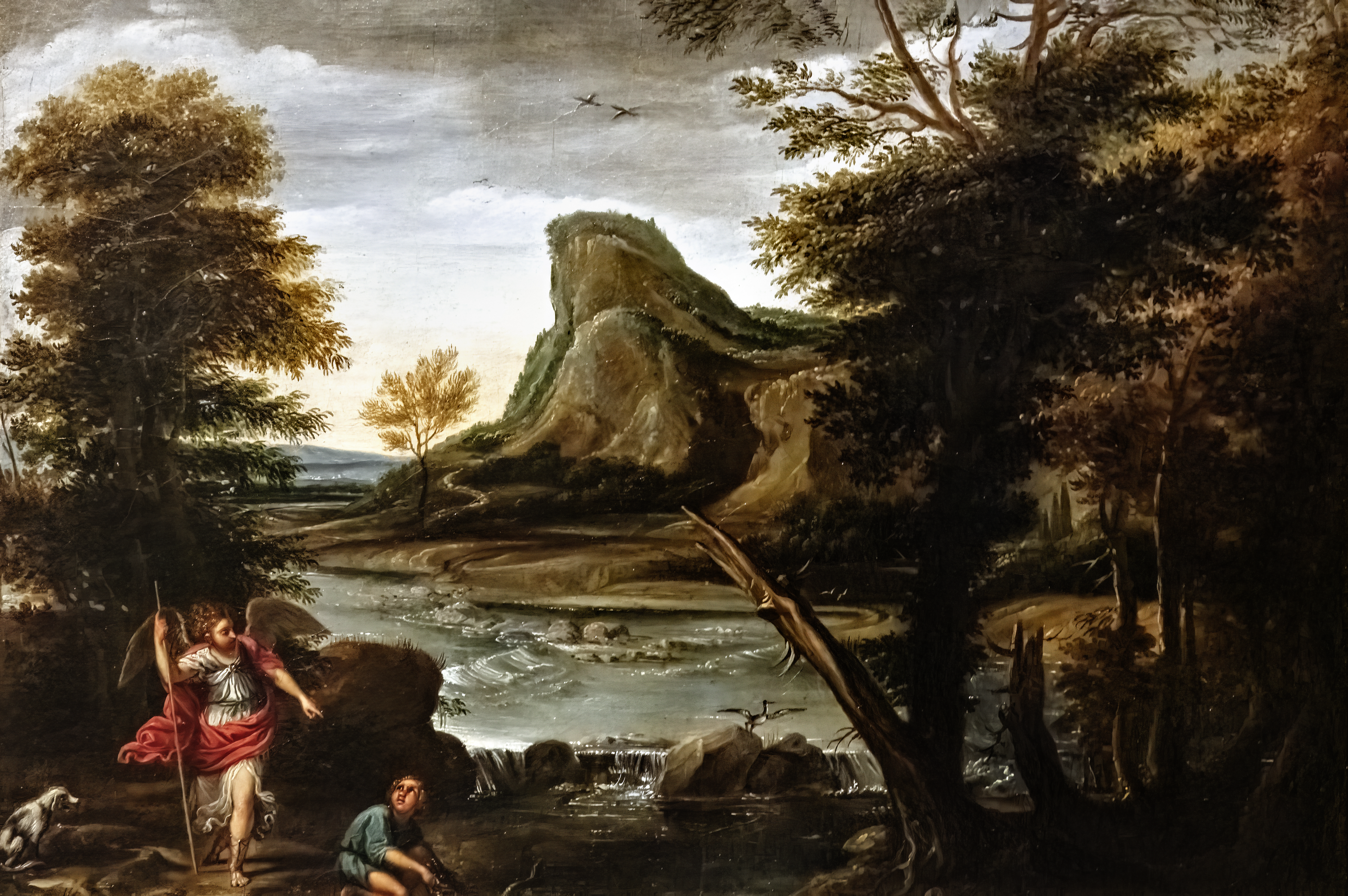
Tobie et l'Ange Trévise
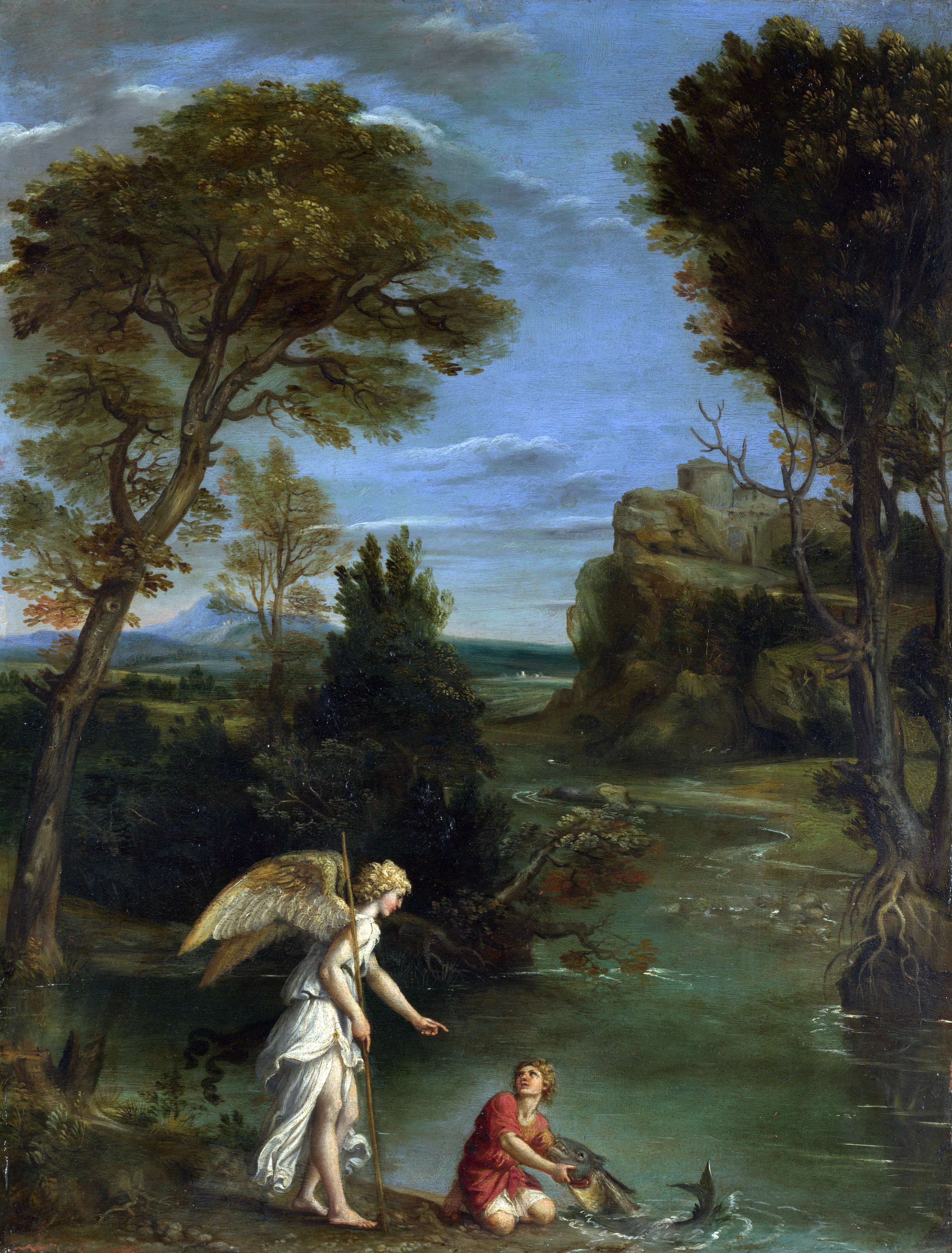
L'archange Raphaël avec Tobie.
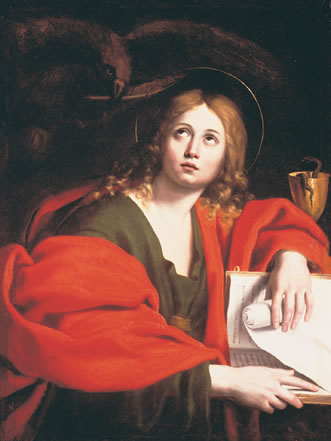
Jean l'Évangéliste .